# Émile Zola
Émile Édouard Charles Antoine Zola (Parigi, 2 aprile 1840 – Parigi, 29 settembre 1902) è stato uno scrittore, giornalista, saggista, critico letterario, filosofo e fotografo francese.
Considerato uno dei maggiori esponenti del naturalismo, fu uno dei romanzieri francesi più apprezzati, più pubblicati, tradotti e commentati in tutto il mondo, lasciando il segno nel mondo letterario francese per molto tempo. I suoi romanzi hanno avuto diversi adattamenti per il cinema e per la televisione.
La sua vita e la sua opera sono state oggetto di numerosi studi storici. A livello letterario, è maggiormente noto per i Rougon-Macquart, un affresco romantico in venti volumi raffigurante la società francese sotto il Secondo Impero che raffigura il percorso di una famiglia attraverso le sue diverse generazioni e di cui ciascuno dei rappresentanti, di una particolare epoca e generazione particolari, è oggetto di un romanzo.
Zola descrisse la società del Secondo Impero nelle sue diversità, evidenziandone la durezza nei confronti dei lavoratori (Germinale, 1885), le sue turpitudini (Nanà, 1880), ma anche i suoi successi (Al paradiso delle signore, 1883). In una ricerca della verità che prende a modello i metodi scientifici, Émile Zola accumula osservazioni e documentazioni dirette su ogni argomento. Con il suo acuto senso del dettaglio e della metafora efficace, con il ritmo delle sue frasi e le sue costruzioni narrative, fu in grado di creare un potente mondo immaginario, abitato da domande angosciate sul corpo umano e sociale.
Gli ultimi anni della sua vita furono segnati dal coinvolgimento nell'Affare Dreyfus con la pubblicazione, nel gennaio 1898, sul quotidiano L'Aurore, dell'articolo "J'Accuse…!", che gli costò una causa per diffamazione e l'esilio a Londra lo stesso anno.

## Biografia
(Émile Zola, Discorso all'Assemblea generale degli studenti di Parigi del 1893)

### Origini familiari
Il padre di Émile, François Zola (nato Francesco Zolla; 1795–1847), è un militare e ingegnere italiano naturalizzato francese. Nato a Venezia, proviene da una famiglia originaria del territorio bresciano che ha prestato servizio per varie generazioni nell'esercito della Serenissima. Dopo una breve carriera militare si dedica a importanti opere di ingegneria. Nell'ambito di un progetto per l'ampliamento del porto marsigliese, poi non realizzato, si reca spesso a Parigi, dove conosce Françoise-Émilie-Aurélie Aubert (1819-1880), una donna originaria di Dourdan, nella Beauce (la regione di Chartres, a sud della capitale), venuta a Parigi con i genitori - vetraio e imbianchino il padre, cucitrice la madre - nei primi anni trenta. Nonostante i quattordici anni di differenza e la scarsa dote di lei, si sposano al municipio del I arrondissement il 16 marzo 1839. Il matrimonio religioso viene celebrato l'anno successivo, il 29 febbraio 1840, nella chiesa di Saint-Germain-l'Auxerrois.

### I primi anni: trasferimento ad Aix-en-Provence

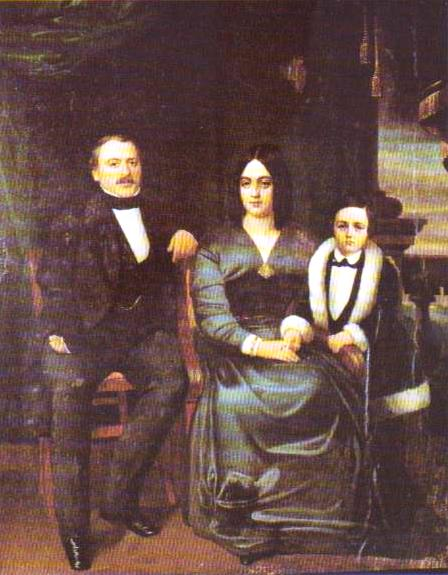
Ritratto del piccolo Émile (a destra) assieme ai genitori

Figlio unico, Émile Zola nasce nel II arrondissement (all'epoca ancora nel vecchio III arrondissement) di Parigi, al 10 bis di Rue Saint-Joseph, il 2 aprile 1840. Nel 1843, la famiglia Zola si trasferisce ad Aix-en-Provence, dove il padre è stato chiamato a dirigere la costruzione di una diga e di un canale per alimentare la città di acqua potabile. Prende in affitto una casa sita al numero 6 di rue Silvacanne, alla periferia della città. L'anno successivo anche i nonni paterni del futuro scrittore si stabiliscono in Provenza.
Nei primi anni provenzali François Zola viaggia molto per lavoro, soggiornando a Marsiglia e Parigi; è in occasione di uno di questi spostamenti che moglie e figlio lo seguono nella capitale nella seconda metà del 1845. Il primo vero contatto con la realtà parigina si risolve per Zola in una cocente delusione. Molti anni dopo rievocherà il suo arrivo nella grande città: nel racconto La Banlieue, contenuto ne Le Capitaine Burle (1883), il narratore afferma di essersi aspettato una «successione di palazzi» mentre altro non c'erano, prima dell'ingresso in città, che «edifici malfamati, case sospette, vie scure». «Mi ricordo», dice inoltre, «[...] di aver provato in quel contesto una delle delusioni più crudeli della mia vita».
Morto il padre nel 1847, Zola viene iscritto alla Pension Notre-Dame (o, dal nome del direttore Joseph Isoard, Pension Isoard), la scuola elementare in cui entra in ritardo, all'età di sette anni. La primissima istruzione gli è stata impartita in casa dalla madre e dalla nonna materna - forse anche dal padre -, che gli hanno insegnato a leggere e a far di conto. Alla Pension Notre-Dame studia il latino e si applica con discreto profitto, legando in particolare con due compagni, Philippe Solari, che diventerà scultore, e Marius Roux, futuro romanziere e giornalista.

### Al Collège Bourbon: l'amicizia con Paul Cézanne
Nel 1852 entra come interno al Collège Bourbon (l'attuale Lycée Mignet), unico istituto laico in una città fortemente clericale. È uno studente modello, che quasi sempre riesce a ottenere molti dei premi di fine anno. Già appassionatosi ai romanzi d'avventura, si dedica massicciamente alla loro lettura quando, tra l'estate e l'autunno del 1854, trascorre tre mesi in campagna, con madre e nonni, per sfuggire a un'epidemia di colera. Legge, tra gli altri, Alexandre Dumas padre, Eugène Sue e Paul Féval.

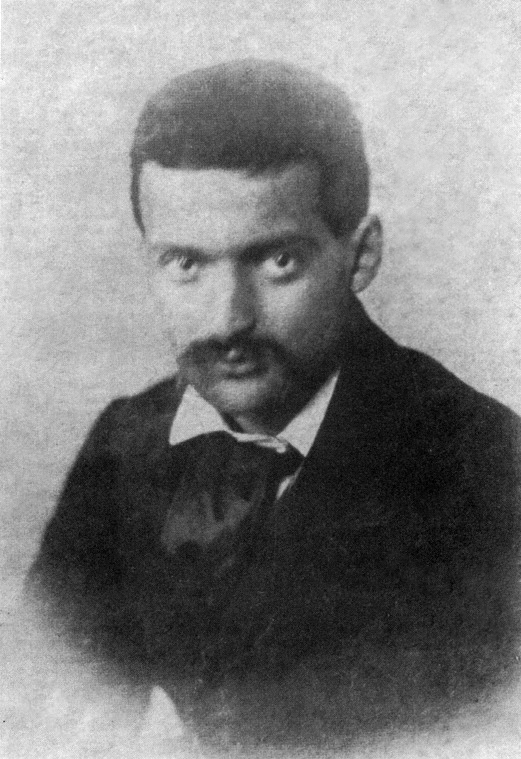
Cézanne in una foto del 1861 circa

Secondo Paul Alexis, scrittore destinato a diventare uno dei più cari amici di Zola (nonché suo biografo), questi avrebbe portato a compimento già a dodici anni «un grande romanzo storico di ambientazione medievale, un episodio delle crociate, credo, con dettagli tratti dal Michaud». In ogni caso dell'opera non è rimasta traccia, come perduta è andata la commedia Enfoncé le pion, in tre atti e in versi, che secondo Henri Mitterand, massimo biografo zoliano, fu cominciata al tempo del Collège Bourbon e conclusa durante il primo anno parigino, nel 1858.
In settima o in sesta stringe con Paul Cézanne, di un anno più vecchio, un'amicizia destinata a durare trent'anni. Successivamente si unisce, a completare un terzetto cui i compagni danno la qualifica di "inseparabili", Jean-Baptistin Baille, che eccelle nelle materie scientifiche e diverrà un fisico apprezzato. I tre si riconoscono per la loro sensibilità e profondità, in un contesto come quello del Collège Bourbon, frequentato fondamentalmente da figli di notai, avvocati, artigiani o ricchi contadini, destinati a seguire senza sforzo le orme paterne e per nulla interessati allo studio.
Con Cézanne e Baille, Zola organizza lunghe gite nella campagna circostante, dove i tre amici nuotano nudi nei meandri del fiume Arc o vanno a caccia, accompagnati da libri di poesie. «Non eravamo soli», racconterà Zola, «avevamo con noi dei libri, nelle tasche o nei carnieri. Per un anno, Victor Hugo regnò su noi come monarca assoluto». Alla passione per l'autore delle Orientales e delle Feuilles d'automne si sostituisce presto quella per il de Musset di Rolla e delle Nuits, la cui «umanità canzonatoria o disperata», essi sentono «più vicina a loro rispetto all'enfasi sostenuta di Hugo».

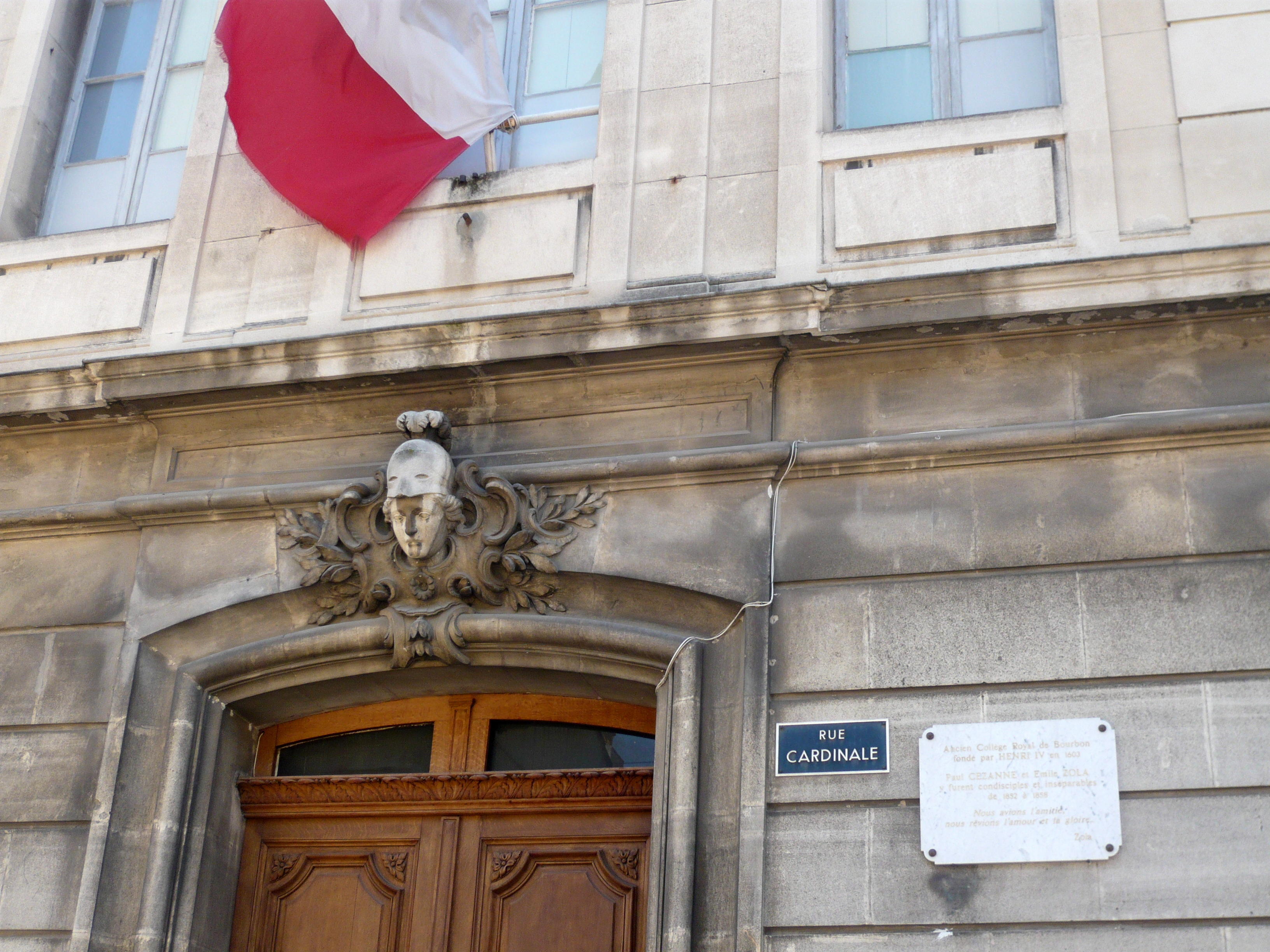
Il Lycée Mignet (già Collège Bourbon) con la targa commemorativa che ricorda gli studi compiuti da Zola e Cézanne nella scuola

Frattanto la situazione economica della famiglia, già difficile nel 1847, quando la morte del padre ha lasciato molti debiti da saldare, va progressivamente peggiorando. Émilie Aubert possiede 121 azioni della Société du canal Zola, e Jules Migeon, l'azionista di maggioranza, le deve 150 000 franchi. Prima e dopo la bancarotta della Société, dichiarata nel 1852, la madre di Zola si impegna inutilmente in onerose battaglie giudiziarie che si risolvono sistematicamente nello scacco, costringendola a traslochi sempre più frequenti in dimore sempre più modeste. Anche per far studiare il figlio al Collège Bourbon è stato necessario chiedere una borsa, poi accordata, al consiglio municipale, favore che la vedova impetra, si legge nel verbale, «come ricompensa postuma per i servizi resi dal marito alla città di Aix».
Nel 1856, Zola può beneficiare di una novità introdotta solo quattro anni prima dal ministro dell'educazione Hyppolite Fortoul; mentre fino al 1852 esisteva il programma unico, ora gli allievi possono scegliere tra maturità classica (baccalauréat ès lettres) e scientifica (baccalauréat ès sciences). Opta per la soluzione che più lo avvicina alla tradizione familiare: la maturità scientifica.
La madre Émilie continua con le sue battaglie legali e quando, il 22 dicembre 1857, il tribunale di commercio della Senna decreta che la donna non ha diritto, neanche in minima parte, al capitale della vecchia Société, non volendosi arrendere sale a Parigi, pronta a fare ricorso anche alla Corte imperiale. La trafila va per le lunghe, il tribunale civile le dà torto, ma è autorizzata a ricorrere alla Corte. Émilie, per evitare spese eccessive e per non lasciare troppo tempo da soli il padre e il figlio (la madre è morta l'11 novembre 1857), chiede loro di raggiungerla. Nel febbraio 1858, così, Zola lascia la Provenza e i suoi due grandi amici, mentre si trova nel pieno della seconda classe, il penultimo anno.

### Il ritorno a Parigi

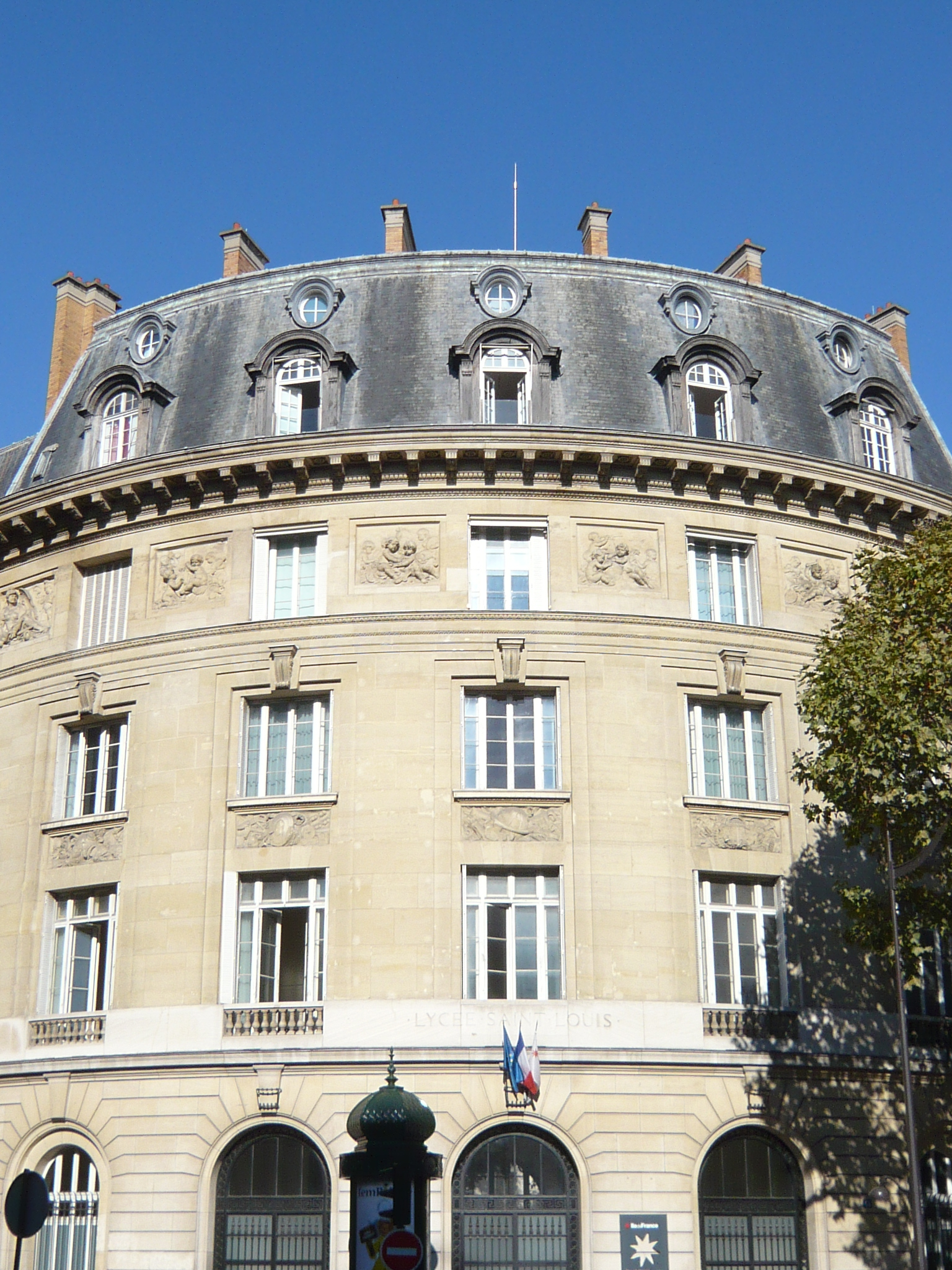
La facciata del Lycée Saint-Louis

Giunto nella capitale, Zola va a vivere al 63 di rue Monsieur-le-Prince, nel Quartiere latino. Da una cittadina di provincia si trova catapultato in una metropoli brulicante di vita e in espansione, nel pieno della trasformazione haussmanniana, durante il Secondo Impero. Il modesto appartamento ammobiliato che la madre ha preso in affitto è vicino al prestigioso Lycée Saint-Louis, dove Zola viene iscritto. Malgrado la precaria situazione economica, la famiglia gode di protettori influenti, grazie ai quali ottiene una borsa e la possibilità di entrare ad anno in corso. Zola si sente spaesato e solo, preoccupato inoltre dalle difficoltà materiali domestiche. In un liceo d'élite, il più adatto per chi voglia intraprendere la carriera di ingegnere, i suoi compagni sono brillanti, snob e più ricchi di lui. Scriverà il 19 agosto 1879, su Le Voltaire: «Fui profondamente ferito, quando constatai che invece di confermarmi tra i primi, mi trovai a essere il ventesimo, su una sessantina di allievi. Evidentemente, il livello degli studi era molto più alto a Parigi che in provincia. Ammetto che mi disgustai e che diventai uno studente decisamente mediocre».
Zola si mantiene su ottimi livelli solo in francese, unica materia che lo vede premiato a fine anno, con un secondo posto. Il suo professore, Pierre-Émile Levasseur, è un giovane storico di vaglia, futuro membro dell'Académie des sciences morales et politiques. Levasseur è il primo a scrivere una storia della classe operaia francese, e professa lo stretto legame che collega l'economia e la politica allo sviluppo morale e intellettuale. Per quanto gli insegnanti debbano attenersi ai programmi scolastici, da cui è bandito ogni riferimento alla contemporaneità, nell'esaltazione dell'Antichità e del Grand Siècle (Boileau, Bossuet e alcune opere di Racine e Corneille figurano nel programma di seconda, con qualche concessione al Settecento, soprattutto alle opere storiche di Voltaire), è probabile che Levasseur lasci trapelare qualcosa delle proprie posizioni, poi convintamente sostenute da Zola. In questo periodo Zola scrive anche il piano di una tragedia in tre atti, Annibal à Capoue, di cui non è rimasto nulla, all'infuori di una pagina e mezza in cui è riportata la trama, assai particolare e ricca di spunti parodici.
Attorno a metà agosto torna ad Aix, dove la madre si deve recare per la solita questione giudiziaria. Zola ritrova così Cézanne e Baille, e riprende con loro le gite spensierate nella campagna provenzale. Declamano e improvvisano versi, nuotano nell'Arc, visitano la diga del padre di Zola. Cézanne e lui fanno anche progetti di collaborazione letteraria (vorrebbero comporre un'opera teatrale, Henri VIII d'Angleterre, poi mai scritta, e partecipare a un concorso di poesie, altra idea rimasta senza seguito). A inizio ottobre rientra a Parigi, dove, grazie alla nuova intercessione di influenti protettori, è esonerato dalle spese scolastiche, con decreto ministeriale del 10 marzo 1859.

### Primordi letterari e doppia bocciatura alla maturità
Ha appena cominciato l'ultimo anno accademico quando viene colpito da quella che Alexis chiama «febbre mucosa», probabilmente tifo. Nel novembre 1858 è costretto per settimane a letto, in uno stato di delirio e semi-coma che lo porta vicino alla morte. Rievocherà l'esperienza in uno scritto del 1866, Printemps. Journal d'un convalescent, dove sosterrà che la malattia lo ha fatto come rinascere, acuendo la sua sensibilità e la sua immaginazione. Torna a scuola solo in gennaio, quando la famiglia si trasferisce in rue Saint-Jacques, verso sud, in una zona più povera e più lontana dal liceo.

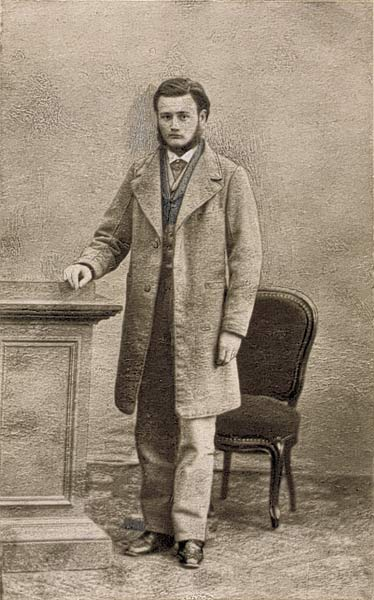
Zola attorno ai vent'anni

Nel corso del 1859, Zola pubblica i suoi primi testi su La Provence, giornale di Aix di tendenza liberale. Il 17 febbraio vi appare Le canal Zola, poemetto con strofe di ineguale lunghezza e metrica variabile, pregno di stilemi hughiani e delilliani, dove il padre è evocato come una creatura quasi divina, mitica, capace di governare la natura e riplasmarla attraverso la costruzione della diga. Il 23 giugno il foglio provenzale pubblica l'ode À l'imperatrice Eugénie, verosimilmente commissionatagli al liceo, e scritta assieme al compagno Georges Pajot. Il 4 agosto sarà la volta del poemetto Mon follet, pieno di spirito mussetiano, in cui il poeta canta un amore inafferrabile e una misteriosa giovane che sparisce come un folletto, una ragazza quasi sicuramente frutto dell'animo sognatore di Zola o delle sue letture. Il 29 dicembre tocca invece a un racconto, La Fée amoureuse.
Delle molte altre poesie di quest'anno, la maggior parte sono andate perdute, ma tutte tradiscono l'influenza romantica. Di quelle conservate alcune esaltano la vita semplice della campagna ma altre, meno leggere, evocano una ragazza morta o una intravista nelle nubi della sera. Anche Rodolpho, racconto in versi, mostra ascendenze romantiche, mussetiane (questa volta il de Musset dei Contes d'Espagne et d'Italie e di Comédies et proverbes), ma nella crudezza della trama, incentrata su un triangolo amoroso, anticipa già i primi romanzi, Thérèse Raquin e Madeleine Férat.
Zola manifesta molto interesse anche per il teatro: oltre a Enfoncé le pion! e al piano di Annibal à Capoue, stende tra il 1858 e il 1859 il piano di un altro dramma in versi, Rollon l'Archer, e porta a termine un atto unico in versi, Il faut hurler avec les loups, mentre nel gennaio 1860 inizia, senza darle seguito, un'altra opera, La Mascarade.
Il percorso scolastico è invece irto di ostacoli. Combattuto tra il dovere di figlio, che gli impone di studiare le scienze che già dall'anno precedente non ama più, e la vocazione del letterato, Zola comincia ad accarezzare l'ipotesi di fare il baccalauréat ès lettres, e mal sopporta inoltre, i programmi scolastici, preferendo dedicarsi, da autodidatta, agli studi che più gli aggradano. Non mancano le distrazioni: a marzo festeggia il carnevale per le vie di Parigi e a giugno, quando i francesi festeggiano la vittoria di Magenta che prelude all'unità italiana, scende in piazza, sentendo il richiamo delle origini paterne. Tuttavia, sia la folla carnevalesca, che con i suoi divertimenti vacui vuole nascondere a sé stessa i propri mali, sia il pensiero che il successo di Magenta implichi, in quel momento, «un misero campo di battaglia, pieno di morti e feriti» (come scrive a un altro amico di Aix, Louis Marguery), lo disgustano profondamente.
È in questo contesto, cui va aggiunta la nostalgia di Aix e dei suoi amici Cézanne e Baille, ai quali scrive con grande frequenza, che Zola tenta alla Sorbona, in agosto, gli esami per il baccalauréat ès sciences. Con sua sorpresa ottiene buoni risultati allo scritto; ammesso all'orale, il più sembra fatto ma, paradossalmente, impressiona positivamente la commissione nelle materie scientifiche, deludendola invece sul versante umanistico. Si dimostra impreparato sugli annali di Eginardo, il suo tedesco si rivela insufficiente per tradurre un passo di Schiller e la sua interpretazione di una favola di La Fontaine (autore già molto amato da Zola) viene ritenuta insoddisfacente. In agosto torna ad Aix, e in novembre riprova a ottenere il diploma, optando questa volta per la maturità classica. Sostiene gli esami a Marsiglia, ma va ancora peggio: non supera nemmeno gli scritti. A fine mese è nuovamente a Parigi.

### L'avvicinamento al positivismo
A metà aprile del 1860 comincia a lavorare nell'amministrazione dei Docks Napoléon, alla dogana. Entra così in quella categoria di lavoratori in cui risiede, secondo quanto denuncia Edmond Texier sul quotidiano di opposizione Le Siècle, «la miseria, la vera, quella che soffre di più», che «non è più, come una volta, nei bassifondi della società, ma in questa zona intermedia che ingloba tutti i paria della burocrazia e dell'amministrazione». Negli ultimi 50 anni, il salario dei funzionari è rimasto invariato, ma il costo della vita è aumentato notevolmente. Zola si decide a entrare nel mondo del lavoro per senso del dovere, per aiutare una famiglia ormai quasi indigente, ma la letteratura e la libertà rimangono la sua vocazione.
La frustrazione del lavoro ai Docks, che Zola abbandona a fine giugno, emerge da una lettera a Cézanne del 26 aprile 1860: «Quando, curvo sul leggio, scrivendo senza sapere cosa, dormo pur essendo sveglio, come inebetito, un fresco ricordo attraversa talvolta all'improvviso il mio spirito, una delle nostre gite gioiose, uno dei luoghi che ci piacevano tanto, e provo una terribile stretta al cuore. Alzo gli occhi e vedo la triste realtà; la stanza impolverata, colma di vecchie carte, popolata da una folla di funzionari per la maggior parte stupidi».
Nel frattempo continua a cambiare casa: ora vive da solo, nel V arrondissement - quello del Pantheon -, prima in due mansarde della rue Saint-Victor e della rue Neuve-Saint-Étienne du Mont, poi in una stanza della rue Soufflot. Conduce una vita di stenti, riuscendo a malapena a procurarsi il cibo necessario, e si dedica alla letteratura, scrivendo poesie. Compone altri due poemetti, L'Aérienne e Paolo che, uniti a Rodolpho, formeranno l'Amoureuse Comédie. Sono entrambe rievocazioni, dal forte sapore autobiografico e romantico, di amori platonici. Aérienne è il soprannome con cui viene citata, nelle lettere agli amici di Aix, una fanciulla della città provenzale, mai identificata, che è stata talvolta individuata in Louise Solari (morta a 23 anni nel 1870), sorella dell'amico scultore Philippe. L'8 settembre 1860 invia Paolo a Victor Hugo, da anni in esilio a Guernsey, allegato a una lettera in cui «l'allievo» chiede al «maestro», al «più grande e celebre poeta della sua epoca», consigli e pareri.

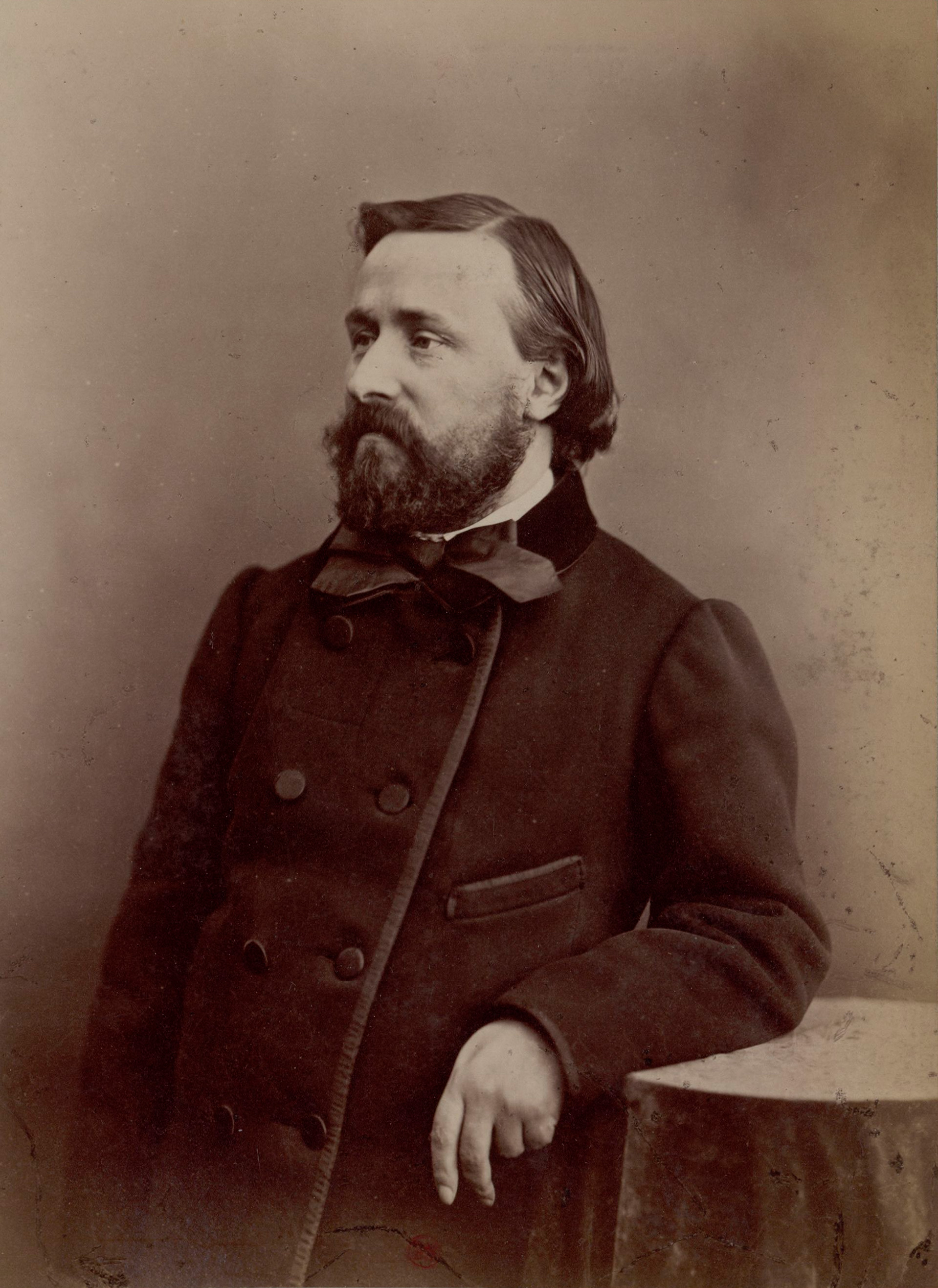
Émile Deschanel fotografato da Nadar

Completa la sua cultura umanistica con la lettura di Molière, Shakespeare e Montaigne. È anche influenzato da autori contemporanei come Jules Michelet.
Le nuove dottrine positiviste, che sempre maggiormente vengono diffuse dalla stampa periodica e che hanno i loro maestri in Auguste Comte e Hippolyte Taine, cominciano a influenzarlo: particolarmente significative, in questo senso, sono le conferenze che si tengono dal dicembre 1860 alla metà del 1862 (riprendono, dopo essere state soppresse per la loro carica eversiva, nel 1864), tre volte alla settimana, in rue de la Paix. Questi incontri, a cui Zola partecipa, hanno in Émile Deschanel, tornato in patria dopo un lungo esilio grazie all'amnistia concessa nel 1859 da Napoleone III, la figura più eminente. In rue de la Paix si sostiene la stretta interdipendenza tra scienza e letteratura. Ogni opera letteraria o, più in generale, ogni opera d'arte deve essere studiata come si studiano le scienze naturali, dev'essere anatomizzata, perché è il prodotto dell'ambiente che l'ha vista nascere. Si sconfessano così precetti critici secolari, che vincolavano la creazione artistica a un'estetica trascendente o a una riduzione in chiave pedagogica. L'artista è invece libero, ogni opera riflette semplicemente un temperamento, un uomo.
«Quello che cerchiamo in una lettura», afferma Deschanel, «è un uomo. L'artista crea ciò che vede perché vi si confonde; lo feconda, lo trasforma, lo riplasma a sua immagine». Sono parole che echeggiano nello Zola del 1865, quando su Le salut public, condannando l'utopia proudhoniana, secondo cui l'arte deve abbellire e perfezionare la realtà in vista del perfezionamento morale e fisico del genere umano, dirà: «Un'opera d'arte è un frammento della creazione visto attraverso un temperamento».
Nella stanza della rue Soufflot Zola convive per un breve periodo, all'inizio del 1861, con una certa Berthe, che egli stesso definisce, in una lettera del 10 febbraio a Baille, come una donna a metà strada tra l'emancipazione dei costumi e la prostituzione vera e propria. Scrive nella stessa lettera che l'ideale dei giovani come lui non è la fanciulla candida né la vedova, già pienamente indirizzate, ma la ragazza volontariamente emancipata verso la quale vogliono «tentare una buona azione, battersi nel nome del bene contro la dissolutezza». La relazione è nata quindi anche con un intento moralizzatore.

### L'ingresso da Hachette e le prime collaborazioni giornalistiche
Nell'aprile del 1861 Cézanne, che ha finalmente convinto il padre a lasciargli abbandonare gli studi di diritto per dedicarsi interamente alla pittura, giunge a Parigi, dove frequenta la mattina l'Atelier Suisse, al Quai des Orfèvres, il pomeriggio l'Atelier Villevieille. Dopo l'iniziale entusiasmo, condito dal progetto di andare a vivere insieme, Zola subisce il carattere umorale e irascibile dell'amico, che mal sopporta ragioni contrarie alle sue, ben presto nostalgico della Provenza e debole di fronte alle difficoltà. A settembre il pittore rientra ad Aix e per qualche mese cala il silenzio con Zola, rotto dallo stesso Cézanne a gennaio del 1862.

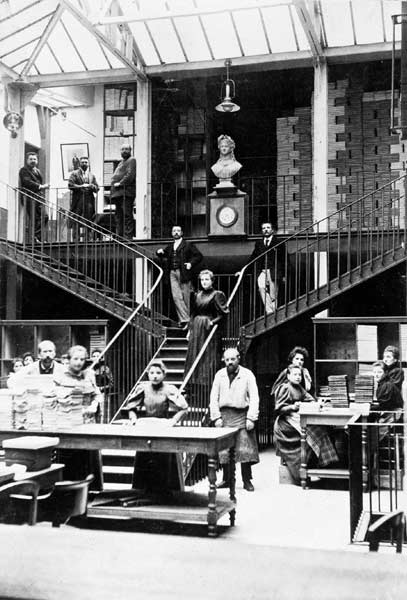
Il servizio spedizioni da Hachette

Nel frattempo tutti i tentativi di trovare lavoro, se si eccettuano piccole occupazioni saltuarie, si rivelano vani - forse anche perché non ha la nazionalità francese, che richiede il 7 aprile 1861 -, finché la raccomandazione del professor Boudet, membro dell'Académie de médecine, consente a Zola di entrare da Hachette, la casa editrice più importante dell'epoca. Comincia a lavorarvi il 1º marzo 1862 come fattorino, ma presto viene assegnato a un incarico più responsabilizzante: redigere gli articoli del Bulletin du libraire et de l'amateur de livres, un mensile in cui i vari titoli prossimi alla pubblicazione sono accompagnati da una recensione che ne illustri contenuti e obiettivi.
Nonostante la sua proposta di creare una «Bibliothèque des débutants», collana che avrebbe pubblicato solo opere di esordienti, venga scartata dal fondatore e direttore Louis Hachette, questi ne apprezza lo spirito di iniziativa promuovendolo nell'ottobre 1863 a direttore della pubblicità. Zola svolge l'incarico con notevole abilità, intessendo una vasta rete di legami con i giornali, i librai, gli scrittori e le case editrici. Stringe rapporti professionali con gli autori che pubblicano da Hachette, quali Hippolyte Taine, Deschanel, About, Littré e Prévost-Paradol. Il primo, con l'Histoire de la littérature anglaise, di quell'anno, e con i Nouveaux Essais de critique et d'histoire (1865), lo influenza più di tutti, avviandolo sempre maggiormente verso il positivismo.
Ambizioso, non tarda a sfruttare la sua posizione per pubblicare i propri scritti: il 23 settembre 1862 invia Le Baiser de l'ondine - racconto che muterà il titolo in Simplice e confluirà nei Contes à Ninon - ad Alphonse de Calonne, direttore de La Revue contemporaine, ma gli viene rifiutato. La stessa rivista non accetta nel febbraio 1863 Perrette, atto unico in versi, né miglior fortuna hanno due novelle spedite all'Univers illustré di Jules Claretie il 5 giugno 1863. Tra fine estate e inizio autunno, finalmente, La Revue du mois di Lilla, diretta dall'oppositore liberale Géry Legrand, pubblica Le Sang e Simplice, due dei futuri Contes à Ninon. Il 31 ottobre 1862, intanto, ha ottenuto la nazionalità francese.
Il 22 novembre 1863 Géry Legrand fonda il Journal populaire de Lille, cui Zola comincia a collaborare da dicembre, con un articolo sulle illustrazioni di Doré per un'edizione del Don Chisciotte appena apparsa da Hachette. Comincia così la sua attività di giornalista, portata avanti per tutta la vita. Il 16 aprile 1864 licenzia per la rivista uno scritto, Du progrès dans les sciences et dans la poésie, che può essere considerato come il primo testo fondante della sua estetica naturalista. La scienza è chiamata a rendere conto del progresso dei popoli, con il suo amore per la verità oggettiva, e la poesia, se vuole sopravvivere, deve adeguarvisi. Non c'è più spazio per la poesia lirica né per «le belle menzogne della mitologia». Il nuovo poeta dev'essere un Lucrezio reincarnato, che si avvale dei «vasti orizzonti» della scienza per testimoniare la realtà, il trionfo delle conoscenze umane che, attraverso l'evoluzione medica e tecnologica, sono sempre più ampie e svelano fino in fondo la natura delle cose e dell'uomo. «Sì, l'umanità procede verso la città ideale. La scienza le spiana la via; la poesia, nei secoli nuovi che si preannunciano, non saprebbe restare l'eterna ignorante dei secoli passati».

### Inizio della carriera letteraria e intensificazione di quella giornalistica
Sul versante narrativo si mostra invece ancora debitore verso l'estetica romantica. I nove racconti dei Contes à Ninon (alcuni, La Fée amoureuse, Le Sang e Simplice, già apparsi in rivista) indulgono alla rêverie e si risolvono spesso in un apologo morale, evitando l'analisi nuda e cruda del reale. Tuttavia, sono testi scritti tra il 1859 e il 1862, prima, quindi, che Zola perfezioni la sua estetica, abbracciando definitivamente i principi positivisti e quindi il naturalismo, suo corrispettivo letterario. Le relazioni con Deschanel gli valgono l'intercessione di questi presso Jules Hetzel, editore liberale esiliato a Bruxelles dopo il colpo di Stato del 2 dicembre 1851 e tornato in patria, come Deschanel, con l'amnistia del 17 agosto 1859. Hetzel e il suo associato Albert Lacroix - giovane editore belga liberale, conosciuto da Hetzel a Bruxelles, dove ha pubblicato opere vietate in Francia o di autori francesi esiliati, e recentissimo editore dei Misérables - accettano nel giugno del 1864 di pubblicare il volume, che appare in novembre e riscuote un discreto successo di critica e di pubblico.

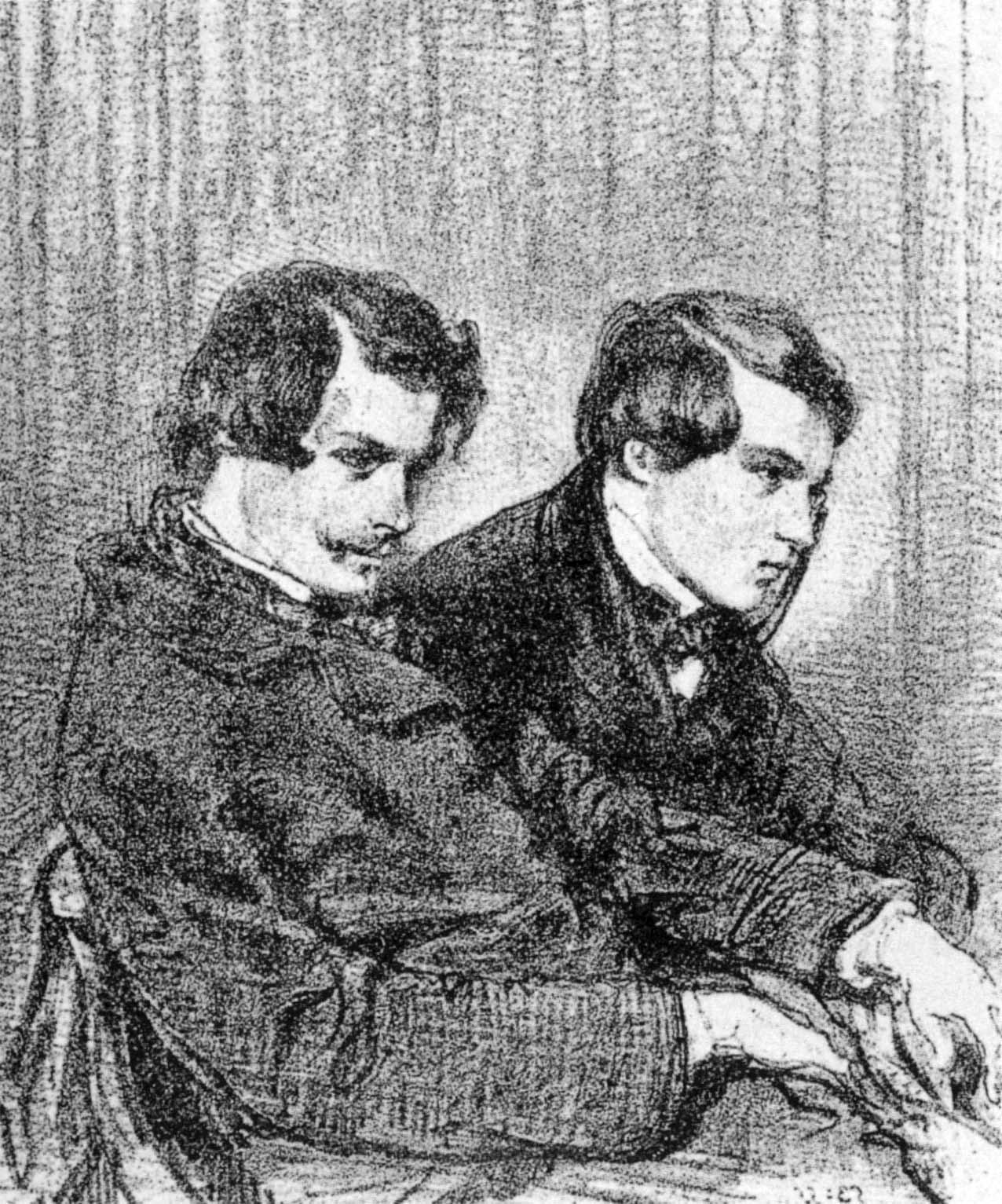
Edmond e Jules de Goncourt

L'attività giornalistica si fa più intensa: se nel 1864 appaiono due articoli sul Journal populaire de Lille e due recensioni letterarie su L'Écho du Nord, il 1865 gli vede licenziare trentaquattro articoli, otto per Le Petit Journal, diciassette per Le Salut public de Lyon e nove per Le Courrier du monde littéraire, artistique, industriel et financier. Gli articoli di più ampio respiro, di argomento artistico-letterario, vengono pubblicati su Le Salut public, il giornale dei liberali lionesi. È significativo, in particolare, il testo del 24 febbraio, dedicato a Germinie Lacerteux dei fratelli Edmond e Jules de Goncourt, controverso romanzo-chiave per l'incipiente estetica naturalista. Zola vi esibisce prepotentemente le sue convinzioni, elogiando nel romanzo (che tratta con distacco una storia di degrado e follia) la piena adesione alla realtà, descritta anche nei suoi lati più crudi, senza filtri o edulcorazioni, e la libera espressione della personalità degli autori, svincolata dalle imposizioni di qualsivoglia scuola o modello. Tre giorni dopo i fratelli Goncourt lo ringraziano calorosamente, inaugurando una lunga amicizia: «Voi solo avete capito ciò che abbiamo voluto dipingere, ciò che abbiamo cercato di far sentire. [...] Voi ammettete, in un'opera, il temperamento e l'originalità». Come per i fratelli Goncourt, anche per Zola l'opera deve costituire un'approfondita e oggettiva analisi psicologica, che dia risalto al patologico, al brutto, alle depravazioni proprie della natura umana.
Le medesime concezioni ritornano nella sua critica artistica e teatrale. Zola frequenta regolarmente il teatro: in seguito alla rappresentazione di Supplice d'une femme (in scena al Théâtre-Français il 29 aprile 1865), di Émile de Girardin e Alexandre Dumas figlio, scrive due articoli per Le Salut public, il 25 giugno e il 16 settembre (quest'ultimo rifiutato), difendendo il teatro del primo, che analizza la verità «brutale e implacabile», e che non ha riconosciuto la paternità della pièce perché Dumas ne ha addolcito le scene più inclini a urtare la sensibilità del pubblico. Il 7 dicembre elogia apertamente il dramma dei Goncourt, Henriette Maréchal, rappresentato due giorni prima al Théâtre-Français. La trama è cruda e spietata: la diciottenne Henriette, innamorata del giovane amante della madre, viene uccisa per sbaglio dal padre, che voleva freddare l'amante della moglie. L'opera viene fischiata e criticata, ma Zola ringrazia per lettera gli autori, che hanno messo in scena «la gloriosa lotta del vero contro la banalità e la routine».
Zola ha capito che il teatro apre le porte del successo, e ama molto il genere. Pertanto continua a cimentarvisi in proprio, ma i risultati sono deludenti. Tra il 1864 e il 1865 scrive La Laide, la cui genesi ha partorito tre versioni manoscritte, la prima delle quali in versi, mentre l'ultima, quella presentata all'Odéon nell'ottobre 1865 per il tramite dello scrittore Adolphe Belot e respinta il 22 gennaio 1866, è una commedia in un atto e in prosa. La Laide, nel contrapporre uno scultore accademico che apprezza nella donna che ama la perfezione classica delle forme, e il protagonista Lucien, che sposa una fanciulla che non coincide con i canoni estetici classici, ma più autentica e tenera, vuole attaccare la cecità del persistente classicismo e sancire la preminenza di una figura viva e reale, ma rimane molto lontana dai principi esposti nella contemporanea critica teatrale zoliana, molto più fiacca.
Madeleine è opera sicuramente più cruda e realistica; dramma scritto tra il 1865 e il 1866, verrà rielaborato e fatto diventare un romanzo, Madeleine Férat, poco più tardi. Subisce però la stessa sorte, rifiutato dal Gymnase e al Vaudeville.
Nel novembre 1865 l'editore Lacroix pubblica anche il primo romanzo La Confession de Claude, scritto in buona parte tra il 1862 e il 1863, abbandonato e ripreso nel 1865, verosimilmente tra il principio dell'anno e agosto. L'opera ha molti tratti autobiografici, ispirandosi alla relazione con Berthe del 1861, e riflette vari momenti dell'estetica zoliana. Il lirismo e il tono talvolta lamentoso di impronta romantica (de Musset e Henri Murger) sono stemperati dall'adesione al vero, che porta a non idealizzare l'amore e a sancire l'impossibilità della redenzione della prostituta Laurence, definitivamente segnata dall'ambiente in cui è vissuta. Il romanzo è concepito come reazione polemica a opere romantiche quali Marion Delorme di Hugo o La signora delle camelie di Dumas figlio, dove il personaggio femminile abbandona il vizio e si redime. La Confession de Claude suscita un certo clamore nella stampa, e, in mezzo a giudici positivi, subisce pesanti stroncature per la sua crudezza e immoralità, allertando anche, ma senza conseguenze, il governo; Zola comincia così a godere di una discreta notorietà nel mondo letterario.
Nel giugno 1866 Zola pubblica presso Achille Faure il suo terzo libro, Mes Haines, che raccoglie gli articoli scritti per Le salut public nel 1865 e uno studio su Taine apparso il 15 febbraio 1866 su La Revue contemporaine, dove il filosofo positivista è ampiamente elogiato; lo stesso Taine ringrazia Zola con una lettera del 2 marzo.

### La critica d'arte

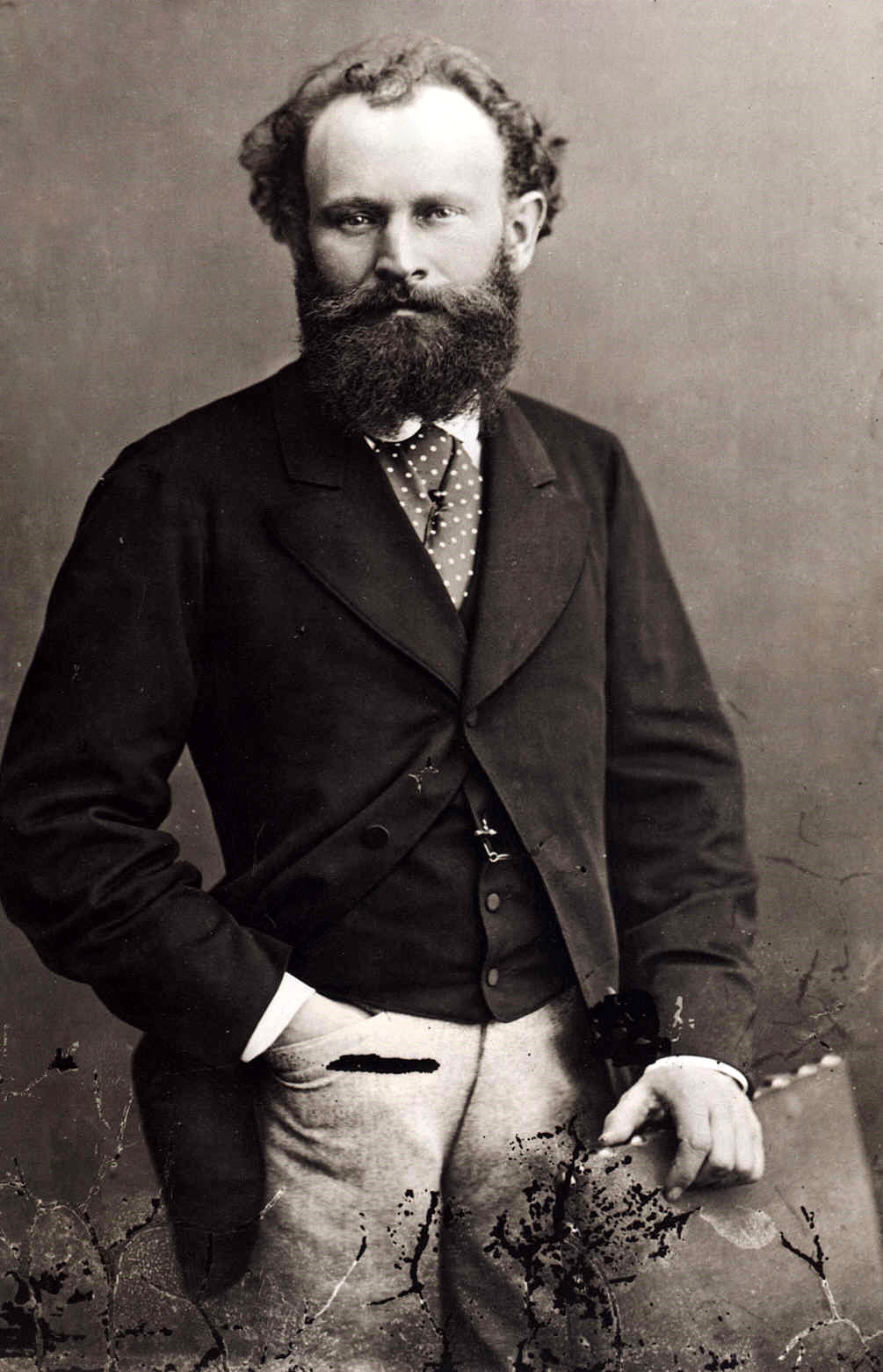
Édouard Manet

Il 31 gennaio 1866, dopo quasi quattro anni, lascia la casa editrice Hachette. È una separazione apparentemente amichevole, condita dal progetto, proposto da Zola e accettato, di redigere per Hachette un'opera in tre tomi, Les Héroïsmes, in cui rispettivamente si descrivano gli eroi dell'umanità, gli eroi della patria e quelli della famiglia. Dopo l'allontanamento di Zola, però, il progetto cade nel dimenticatoio. È presumibile che le polemiche suscitate da La Confession de Claude e l'indagine che ne è seguita abbiano spinto il nuovo direttore Émile Templier a privarsi di un personaggio scomodo. Al tempo stesso Zola vuole finalmente dedicarsi per intero alla scrittura in proprio e al giornalismo, forte di una grande fiducia nei suoi mezzi.
Nel frattempo Hippolyte de Villemessant, direttore de Le Figaro, lo accetta come collaboratore per il nascente quotidiano apolitico L'Événement, presentando Zola ai lettori proprio il 31 gennaio; si occuperà della rubrica Livres d'aujourd'hui et de demain, presentando stralci in anteprima delle opere che verranno messe sul mercato e accompagnandoli con poche righe. A fine febbraio ottiene il primo stipendio, che non è mai stato così alto: 500 franchi (da Hachette ne prendeva 200).
In primavera diventa il cronista del Salon, l'esposizione annuale di pittura che si tiene al Palais de l'Industrie. Firmandosi con lo pseudonimo Claude, che allude al suo romanzo, Zola stronca la giuria, schiava di pregiudizi accademici, e difende strenuamente i nuovi artisti, i futuri impressionisti, le cui opere ritraggono realisticamente la vita quotidiana, i cui quadri sono stati perlopiù rifiutati dalla giuria e il cui stile anticonformista, lontano dai tradizionali soggetti storico-mitologici, riscuote la derisione generale. Lo scandalo suscitato da opere quali Colazione sull'erba e Olympia, con i nudi ingiustificati, è ancora vivo. Tra il 27 aprile e il 20 maggio Claude scrive sette articoli; quello del 7 maggio è dedicato a Édouard Manet, il più apprezzato della nuova scuola. Zola lo ha incontrato in aprile nel suo atelier in rue Guyot, e la sua coraggiosa difesa pubblica inaugura una lunga amicizia. Negli articoli, editi in luglio presso la Librairie centrale con il titolo Mon Salon, parole lusinghiere sono riservate anche a Monet, Pissarro (già conosciuto tra il 1862 e il 1864, tramite Cézanne), Corot, Daubigny, Courbet e Millet. Zola replica senza esitazione alle critiche (tra cui quella del giurato Théodore Rousseau) che appaiono su L'Événement, finché le innumerevoli proteste di lettori e addetti ai lavori portano Villemessant a sospendere la sua rubrica.

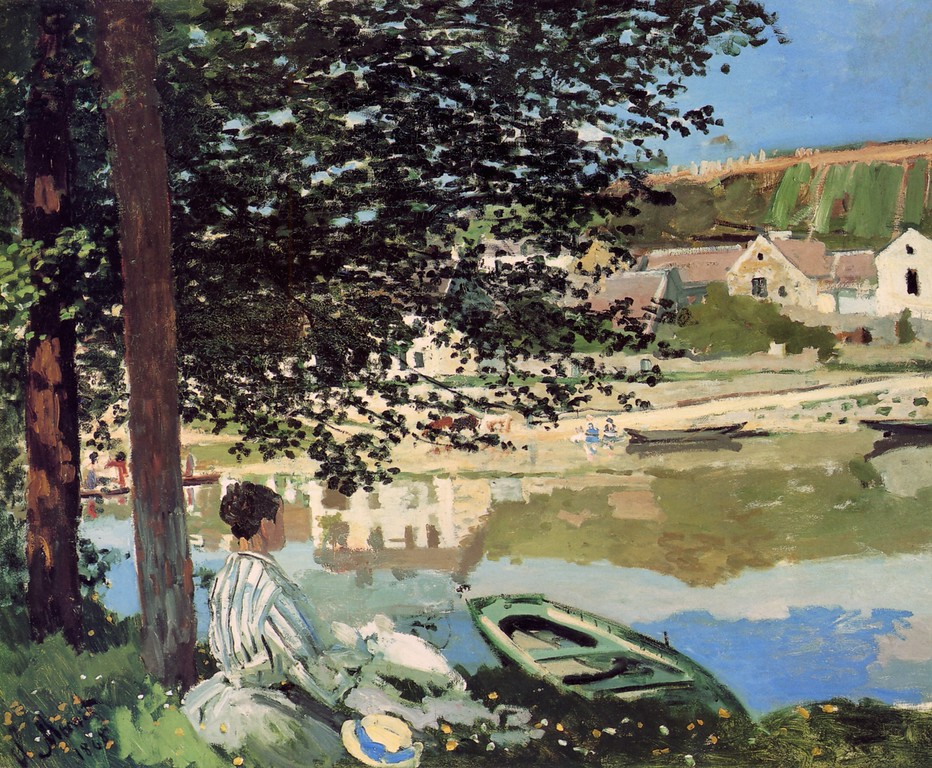
Claude Monet Sulle rive della Senna, a Bennecourt (1868)

Dalla tarda primavera di quell'anno Zola soggiorna per brevi periodi sui bordi della Senna a Bennecourt e Gloton, ameni ritrovi per i suoi amici di Aix, pittori e scrittori, pochi chilometri a nord di Parigi. Questi luoghi, frequentati anche da Daubigny e Monet, offrono molti spunti alla pittura paesaggistica protoimpressionista, e suggeriranno molte pagine allo stesso Zola maggiore. Lo scrittore, sempre più entusiasta di una pittura viva, realistica, indipendente, soggiacente al temperamento individuale, prende a frequentare a Parigi il café Guerbois e il 1º gennaio 1867 compare su La Revue du XIXe siècle, diretta da Arsène Houssaye, un suo lungo studio su Manet, uscito poi anche in brochure nel maggio seguente, in occasione di un'esposizione personale dell'artista.
Dopo il Salon, continua con il lavoro a L'Événement, per cui redige il suo ultimo articolo il 7 novembre 1866, pochi giorni prima che il quotidiano venga soppresso. Per il giornale pubblica a puntate, tra l'11 e il 26 settembre 1866, un nuovo, breve romanzo, Le Vœu d'une morte, che non ottiene successo e viene passato sotto silenzio dalla critica. Le Vœu d'une morte, con la sua carica moralista e il suo lirismo, continua a non allinearsi alla critica protonaturalista espressa sui giornali, ma l'opera presenta ugualmente alcune caratteristiche dei romanzi maggiori. Il romanzo appare in volume presso Achille Faure a novembre, accompagnato da quattro novelle già apparse sui giornali, raccolte sotto il titolo Esquisses parisiennes.
A fine anno Zola si trova nuovamente in difficoltà economiche, e con un futuro improvvisamente incerto. Alla soppressione de L'Événement si aggiunge una lettera che Le Salut public gli invia, sollevandolo dalla collaborazione. Lo sconforto prevale in una missiva del primo dicembre a Valabrègue, dove il «cielo dell'avvenire» è presentato come «singolarmente nero» e l'estate appena trascorsa come una perduta «età dell'oro». In tutto il 1867 appena dieci scritti appariranno sui vari giornali cui collabora e, tra questi, quello altamente elogiativo del 1º gennaio, dedicato a Manet, in cui si condanna l'accademismo e la paura del pubblico di fronte a un'arte non convenzionale ma più vissuta, autentica, originale. Solo Le Figaro, trasformato in quotidiano da Villemessant, pubblica ancora sporadicamente Zola, fino a metà giugno.

### Les Mystères de MarseilleeThérèse Raquin
Zola, bisognoso di guadagni, ripara sul versante narrativo. Léopold Arnaud, direttore de Le Messager de Provence, vuole un romanzo storico ambientato a Marsiglia: «si trattava», racconterà lo scrittore nella prefazione alla riedizione del 1884, «di scrivere un romanzo di cui [Arnaud] doveva fornire gli elementi storici, rovistando lui stesso nelle cancellerie dei tribunali di Marsiglia e Aix, per copiare i documenti sui grandi affari locali, che avevano appassionato queste città negli ultimi cinquant'anni». Zola ottiene l'incarico di redigere l'opera; Arnaud e Marius Roux reperiscono il materiale in Provenza, sul quale lui si mette alacremente al lavoro a Parigi. Dal 2 marzo 1867 al 3 febbraio 1868 I misteri di Marsiglia (Les Mystères de Marseille) - questo il titolo del libro - appare su Le Messager de Provence, mentre la stamperia di Arnaud lo pubblica in tre volumi, editi rispettivamente nel giugno e nell'ottobre 1867 e nel luglio 1868. Pur nati in seno a un'operazione commerciale, e quindi con i difetti del genere, i Mystères segnano un primo abbozzo di analisi della società a tutti i suoi livelli, e sono stati definiti «l'atto di nascita del naturalismo».
Con Marius Roux, tenta ancora una volta la via del teatro. Chiede ad Arnaud di intercedere presso Emmanuel Bellevaut, direttore del marsigliese Théâtre du Gymnase, affinché i Mystères calchino le scene. Da giugno, Zola e Roux lavorano alla riduzione teatrale, espungendo i pur prudenti accenti antigovernativi e anticlericali. Le quattro rappresentazioni hanno luogo il 5, 6, 8 e 9 ottobre (le prime due alla presenza di Zola, che poi si reca ad Aix per salutare Cézanne e incontrare Arnaud), senza ottenere il successo sperato. Il pubblico e la stampa non stroncano l'opera, ma quello si aspettava lo svelamento di scandali legati alla città, questa vede ingenuità compositive e inesperienza, deplorando nel dramma, davvero troppo lungo, «la povertà d'invenzione» e «l'assenza di situazioni drammatiche». La versione teatrale non verrà mai pubblicata ed è andata perduta.
La stesura dei Mystères è contemporanea a quella del primo grande romanzo di impronta naturalistica, Thérèse Raquin. Già il 24 dicembre 1866 Zola ha pubblicato, su Le Figaro, Dans Paris. Un mariage d'amour, brevissima novella costituente il primo abbozzo del nuovo libro. Propone ad Arsène Houssaye, direttore de La Revue du XIXe siècle, di pubblicare sul giornale un romanzo tratto dal canovaccio de Le Figaro. In marzo raggiunge un accordo: Un mariage d'amour - questo il titolo per la pubblicazione in rivista - uscirà in tre puntate. Così, contemporaneamente ai Mystères, Zola scrive ogni mattina l'opera, sostanzialmente concludendola in giugno. I tempi vanno per le lunghe perché La Revue chiude i battenti e Un mariage d'amour viene dirottato su L'Artiste, dove il romanzo precedente occupa più numeri del previsto. Infine appare su L'Artiste tra agosto, settembre e ottobre 1867, e Zola ne riceve un compenso di 600 franchi.
Nonostante le reticenze di Houssaye, l'opera appare più o meno intatta, venendo poi pubblicata in volume da Lacroix, con il titolo Thérèse Raquin, a fine novembre. Il libro suscita un certo scalpore, alimentato in particolare dal critico repubblicano Louis Ulbach che, su Le Figaro del 23 gennaio 1868 e con lo pseudonimo balzachiano Ferragus, qualifica come «letteratura putrida», citando anche l'opera zoliana, la contemporanea «mostruosa scuola di romanzieri, [...] che fa appello alle curiosità più chirurgiche e raggruppa gli appestati per farcene ammirare le chiazze della pelle», invece di incitare alla virtù, ai valori morali e civili. Non mancano attacchi personali a Zola, bramoso di farsi un nome. Questi risponde sullo stesso giornale il 31 gennaio, denunciando le «belle menzogne» borghesi, i «sentimenti preconfezionati», le «situazioni stereotipate», l'ipocrisia che porta a tollerare le belle nudità delle ballerine nei locali o nelle opere offenbachiane, censurando una Germinie Lacerteux, la quale «non è una cortigiana ma un'infelice piombata nella vergogna per le fatalità del suo temperamento».
Zola invia Thérèse Raquin, tra gli altri, a Taine e Sainte-Beuve. Taine risponde con una certa solerzia, accostando Zola a Shakespeare e Dickens, lodando un romanzo in cui si rivela «un vero artista, un osservatore serio che non cerca consensi ma la verità», elaborando un encomiabile studio psico-fisiologico. Solo, invita l'autore a estendere il suo campo d'indagine a una più ampia fetta della società, come ha fatto Balzac, creando un'opera che «apra più vasti orizzonti». Sainte-Beuve risponde dopo l'apparizione della seconda edizione, avvenuta nell'aprile 1868, dispensando elogi ma anche riserve, dimostrandosi meno entusiasta di Taine.
Zola è soddisfatto di Thérèse Raquin più che dei romanzi precedenti, ma le speranze di puntellare la sempre precaria situazione economica vengono deluse dalle vendite insoddisfacenti. Una commissione governativa, inoltre, proibisce la distribuzione del libro da parte dei venditori ambulanti nelle zone rurali.

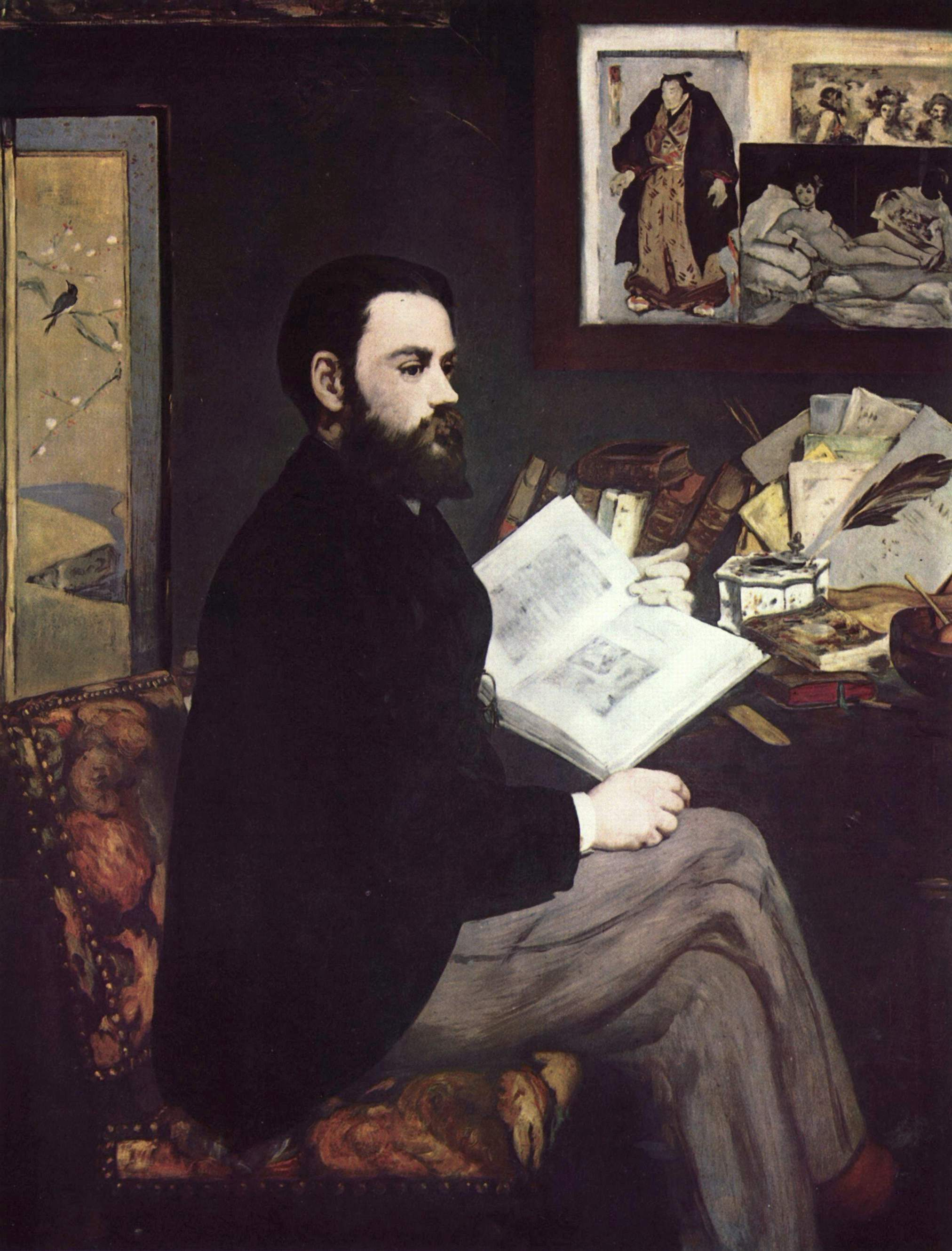
Édouard Manet, Ritratto di Émile Zola (1868)

### Nuove collaborazioni giornalistiche eMadeleine Férat
Lo scrittore è pertanto sempre alla ricerca di nuove collaborazioni giornalistiche e sempre a corto di soldi. Prende parte alla fugace avventura de Le Globe, giornale d'impronta liberale che comincia le pubblicazioni il 14 gennaio 1868 e viene chiuso il 16 febbraio, registrando tra le sue colonne firme eterogenee, appartenenti a intellettuali conservatori come a futuri comunardi quali Benjamin Gastineau. Zola vi pubblica undici articoli di critica letteraria e teatrale. Tra questi figura un elogio de La Physiologie des passions - celebre saggio del medico Charles Letourneau -, funzionale a definire sempre meglio la sua adesione alla corrente proto-naturalista. D'altra parte, i primi dossier preparatori del ciclo dei Rougon-Macquart, abbozzati quell'anno stesso, concedono ampio spazio alla Physiologie.
Il 7 aprile chiede a Manet un prestito di seicento franchi, pochi giorni prima del suo ingresso a L'Événement illustré, dove si dedica alla critica letteraria e ad analisi di costume. Dal 20 aprile al 1º settembre, sono 59 gli articoli licenziati per la testata. In seno al giornale diviene ancora una volta il cronista del Salon, che quell'anno vede esposte tele di tutti i pittori della nuova scuola, con l'eccezione di Cézanne. Lo stesso Zola vi è presente, rappresentato in un celebre dipinto manetiano. Le idee che promuove sulle pagine de L'Événement illustré, a proposito del Salon, sono sempre le stesse; alla critica feroce nei confronti della pittura accademica accompagna l'esaltazione dei proto-impressionisti, Manet in particolare, che viene definito per la prima volta «naturalista», e Les Naturalistes si intitola l'articolo del 19 maggio.
Come avvenuto due anni prima all'Événement di Villemessant, le sue visioni anticonformiste gli creano non pochi problemi con l'opinione pubblica e all'interno dello stesso giornale, per il quale continua a scrivere fino al primo settembre. Il giorno dopo premette alla prima puntata del suo nuovo romanzo, La Honte, pubblicato su L'Événement illustré dal 2 settembre al 20 ottobre, la dedica dell'opera a Manet.
La Honte è l'adattamento di quel dramma teatrale, Madeleine, scritto a fine 1865 o inizio 1866, mai andato in scena. A dominare la trama è, ancora una volta, il triangolo amoroso, l'ambientazione familiare. Il romanzo è informato della stessa estetica naturalista di Thérèse Raquin, tanto che in una lettera pubblicata il 15 ottobre su L'Événement illustré (scritto con cui, non senza ironia, giustifica il bisogno di affiancare alla pubblicazione de La Honte quello di un testo più leggero e meno problematico come La Famille Cayol, titolo utilizzato per ripresentare al pubblico i Mystères de Marseille), Zola lo definisce «uno studio fisiologico».
Il libro è fortemente influenzato dalla teoria dell'impregnazione del dottor Prosper Lucas, riutilizzato da Michelet in romanzi come L'Amour e La Femme. La predominanza accordata all'ereditarietà e al determinismo ambientale, nel delineare i caratteri dei personaggi, suscita scalpore; per aggirare la censura, Zola deve ripetutamente difendersi sulla stampa, in particolare con un articolo apparso su La Tribune il 29 novembre, nel quale ascrive alla scientificità dell'approccio il suo valore altamente morale. In dicembre La Honte appare in libreria con un nuovo titolo, Madeleine Férat, edita da Lacroix. Madeleine Férat passa indenne la censura, ma procura a Zola guadagni trascurabili.
Nel frattempo, Zola collabora a La Tribune, ebdomadario appena fondato dai repubblicani Pelletan e Lavertujon - entrambi candidati alle elezioni dell'anno successivo -, per il quale licenzia tra il 14 giugno e il 27 dicembre 28 articoli di critica letteraria e teatrale, in cui attacca il regime imperiale pur distinguendo l'arte dalla politica, pur mantenendo una posizione fortemente individualista, suscitando le consuete polemiche per le sue idee, pessimistiche, scientifiche, considerate antidemocratiche, e tenuto suo malgrado a freno, «in mezzo a gente di cui sono obbligato ad assumere le idiote opinioni», come si lamenta in dicembre con i Goncourt, in occasione del loro primo incontro.
Le sue «Causeries» de La Tribune vengono sospese il 18 febbraio per la campagna elettorale e riprese solo cinque mesi più tardi. I problemi economici conducono Zola a battere alla porta di Paul Meurice, gran sacerdote del culto hugoliano, che fonda, assieme ad altri intellettuali della cerchia di Hugo, Le Rappel, dove appaiono sette articoli zoliani tra il maggio 1869 e il maggio 1870. Tra il gennaio e il settembre 1869 tiene anche per Le Gaulois, giornale decisamente più conservatore, una rubrica omonima di quella avuta a L'Événement di Villemessant, «Livres d'aujourd'hui et de demain», in cui vengono presentati brevemente libri - tra cui Madame Gervaisais dei Goncourt e L'uomo che ride di Hugo - dei quali seguono ampi stralci.
Parallelamente all'impegno giornalistico, Zola concepisce un imponente ciclo di romanzi. La prima testimonianza che resta al riguardo è fornita dai fratelli Goncourt, incontrati per la prima volta a una cena presso la loro casa di Auteuil, il 14 dicembre 1868. A loro, in quell'occasione, Zola rivela il piano di scrivere dieci romanzi in sei anni, con il titolo complessivo di Histoire d'une famille. Tra la fine del 1868 e l'inizio del 1869 Zola pone le basi scientifiche del suo progetto, leggendo alla Biblioteca imperiale numerosi volumi sull'ereditarietà e sulla fisiologia delle passioni.

### Il matrimonio, l'impegno politico, la Comune di Parigi
Nel 1870 lo scrittore convola a nozze con Éléonore-Alexandrine Meley detta Gabrielle, anche se intratterrà per diverso tempo una relazione clandestina con la giovane Jeanne Rozerot, dalla quale avrà due figli, Denise e Jacques, nati rispettivamente nel 1889 e nel 1891. 

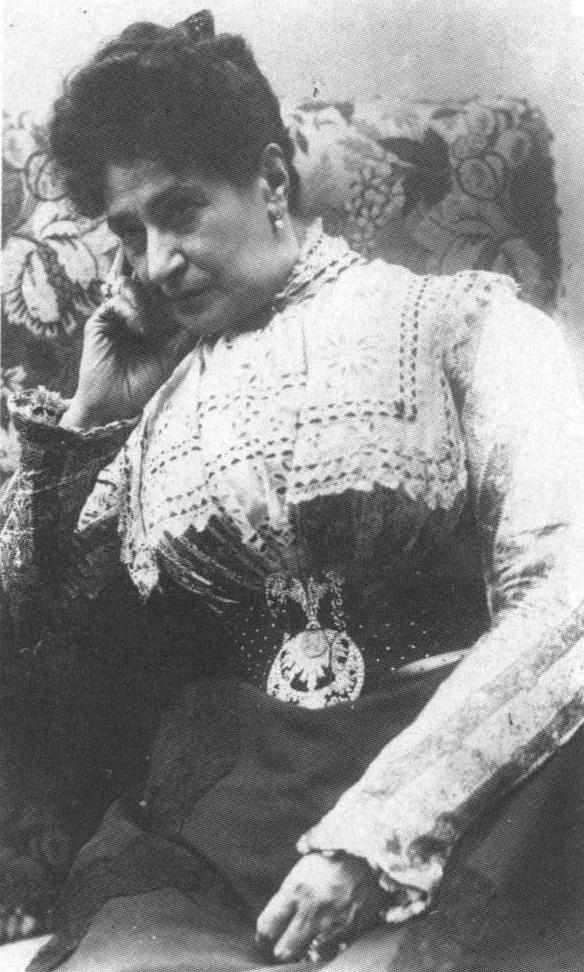
Éléonore-Alexandrine Meley, moglie di Zola, in una foto del 1900 circa

Intanto, attraverso i suoi interventi sulla stampa politica l'impegno di Zola è ormai iniziato. La liberalizzazione della stampa nel 1868 gli permette di partecipare attivamente alla sua espansione. Con gli amici di Manet, Zola aderisce al nuovo settimanale repubblicano La Tribune, dove esercita il suo talento come polemista scrivendo satire anti-imperiali. Lo scrittore non si mobilita per la guerra franco-prussiana; avrebbe potuto essere richiamato nella Guardia Nazionale, ma la sua miopia e il suo status di capofamiglia (per la madre) lo impediscono. Segue quindi la caduta del Secondo Impero commentandola con ironia.
Alexandrine riesce a convincere il marito a fuggire da Parigi prima dell'assedio. La coppia fugge a Marsiglia nel mese di settembre 1870. Poi, nel mese di dicembre, Émile va a Bordeaux, dove ha sede la Delegazione del Governo. Egli cerca di essere nominato sotto-prefetto di Aix-en-Provence o di Castelsarrasin dai repubblicani.
Zola torna a Parigi nel marzo 1871; ricomincia a lavorare da Bell, che è ostile alla rivolta della Comune. Finito sotto controllo della polizia politica, Zola è stato arrestato il 20 marzo e rilasciato il 21. Il 18 è stata proclamata la Comune di Parigi. Nel mese di aprile scrive contro la soppressione di alcuni giornali e, sotto pericolo di arresto, Zola fugge attraverso Saint-Denis, sotto il controllo dei prussiani, e si rifugia a Bennecourt. Gli Zola tornano a Parigi alla fine di maggio, dopo la settimana di sangue e l'abbattimento della Comune. Benché perplesso sui metodi della Comune, non è completamente contrario a essa.
In seguito attacca duramente i deputati conservatori: in un solo anno scrive più di 250 cronache parlamentari. Questo gli crea ammirazione e inimicizie, nonché problemi legali con poche conseguenze; spesso viene fermato e rilasciato ogni volta nello stesso giorno.
La politica in sé non gli interessa e non è mai candidato in nessuna elezione. In questo periodo agisce quindi come un libero pensatore indipendente e moralista, cosa che gli conferisce una statura di liberale moderato. Inoltre promuove attivamente l'amnistia per i comunardi attuata dalle leggi del 1879 e il 1880. Questa sarà l'ultima serie di articoli politici di Zola, che da allora si dedicherà solo ai romanzi e in particolare al ciclo dei Rougon-Macquart che lo occuperà per ventidue anni.

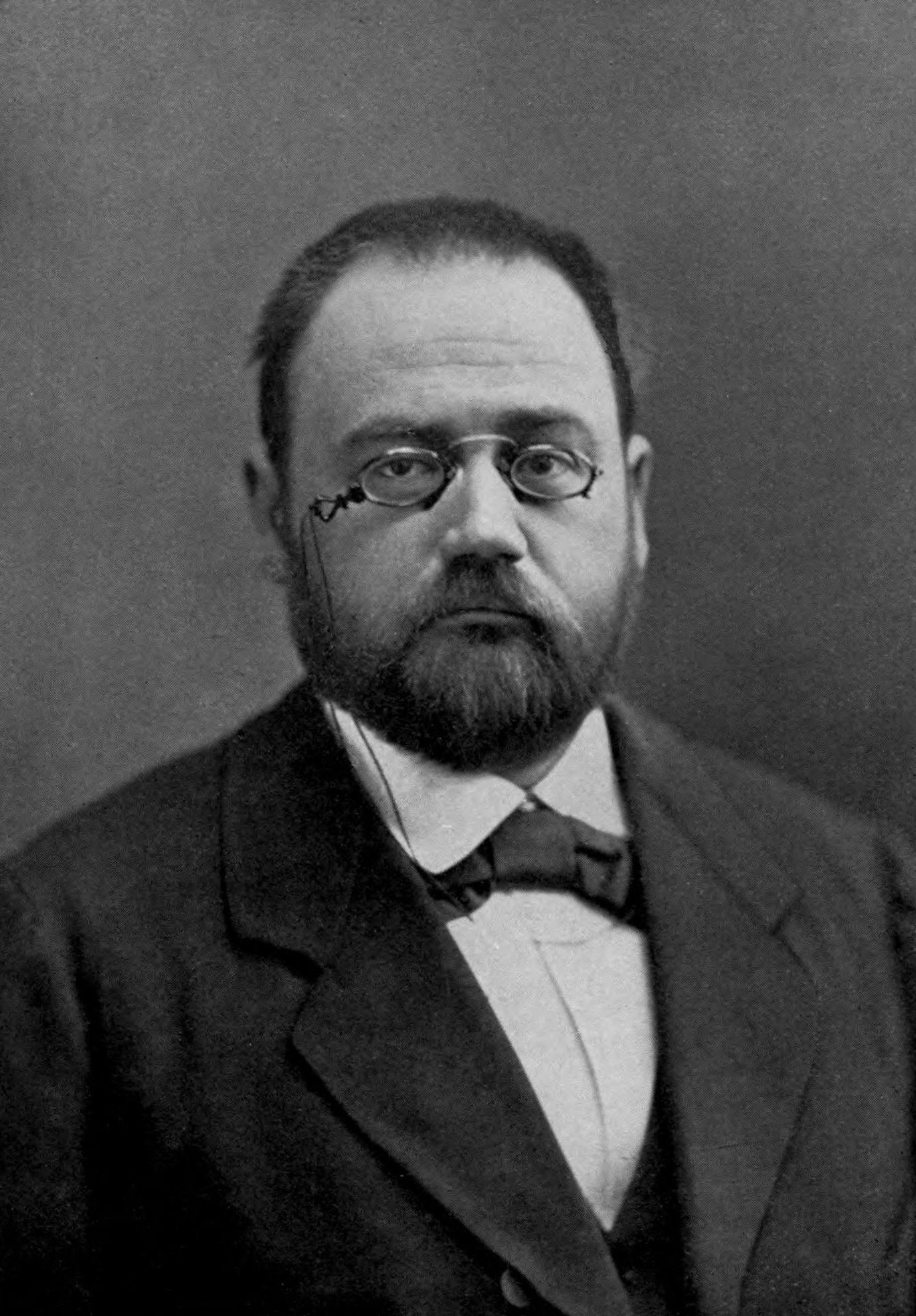
Zola nel 1875

### Il romanzo sperimentale e la nascita del naturalismo
Ammiratore dei fratelli Goncourt, di Honoré de Balzac e di Gustave Flaubert e affascinato dalle idee di Hippolyte Taine e di Claude Bernard, Zola si avvicina sempre più alla corrente del naturalismo.
Sviluppa quindi la sua concezione del romanzo come "opera sperimentale", applicando il metodo scientifico all'osservazione della realtà sociale. Tale teoria lo avvicina a scrittori come Guy de Maupassant e Joris-Karl Huysmans (futuro scrittore del decadentismo, allora fautore del realismo), facendone il caposcuola del naturalismo. Conosce anche Gustave Flaubert, Alphonse Daudet e Ivan Turgenev, ma anche Paul Alexis, Joris-Karl Huysmans, Léon Hennique e Henry Céard che diventano frequentatori delle "serate" di Médan, nei pressi di Poissy, dove possiede una piccola casa di campagna acquistata nel 1878. Costituisce il "gruppo di sei", all'origine delle novelle Le serate di Médan del 1880. In quell'anno la morte di Flaubert seguita a quella di altri del gruppo, e a quella di sua madre lo getta in un periodo di depressione.
Zola ormai lavora costantemente, e guadagna bene. In questo periodo viene anche in contatto con le idee del socialismo e del marxismo, che approvò in larga parte, anche se molti critici di quell'area politica attaccarono inizialmente i suoi romanzi, poiché troppo pessimisti sul futuro rivoluzionario della classe operaia.
Émile Zola divenne in gioventù, e tale rimase fino alla morte, ateo e anticlericale, e si avvicina al positivismo. Così, in seguito alla lettura dei testi scientifici di Charles Darwin sulla selezione naturale e l'ereditarietà, e quelli di Auguste Comte sulla sociologia, formula le regole del cosiddetto romanzo sperimentale, con il saggio Le Roman expérimental, che deve riprodurre su carta ciò che avverrebbe in un laboratorio scientifico per lo studio dell'umanità, rappresentate nel suo primo grande ciclo di romanzi dalla famiglia dei Rougon-Macquart. Negli anni 1870-1893 Zola compone il lungo ciclo della sua saga famigliare, una serie di venti romanzi incentrati sulla realtà sociale del tempo, i cui personaggi sono tutti legati da parentela.
Nel 1888 è insignito della Legion d'onore. Nel 1886 si era interrotta l'amicizia con Cézanne, a causa della pubblicazione del romanzo del ciclo dei Rougon-Macquart L'Oeuvre, che narra di un pittore fallito e suicida. E nello stesso tempo anche i rapporti con gli altri impressionisti si raffreddano. In un articolo su Le Figaro del 2 maggio 1896 sembra evidenziare un distacco dall'impressionismo ma soprattutto da Cézanne che definisce: "un grande genio abortito".

### L'Affare Dreyfus e il nuovo ciclo di romanzi

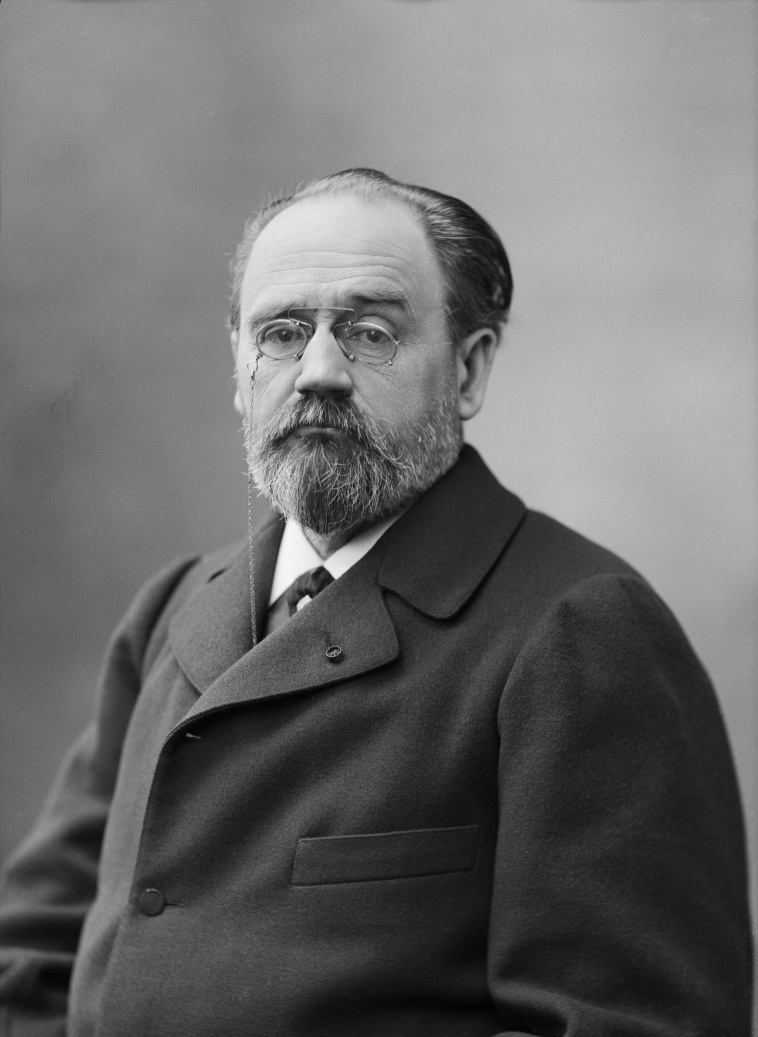
Zola fotografato da Nadar nel 1898

Dopo il 1893 comincia a lavorare ai nuovi cicli letterari Tre città e I quattro evangeli, anch'essi storia di una famiglia. In particolare nel primo, è famoso il romanzo Lourdes, che contiene accenti polemici contro la religione cattolica, e, per questo fu messo all'Indice dei libri proibiti. Il secondo ciclo, invece, tenta di recuperare gli aspetti genuini e umanitari del cristianesimo, unito al socialismo.
Nel 1898 interviene con passione nell'Affare Dreyfus in difesa dell'accusato, il capitano Alfred Dreyfus. L'attività giornalistica si fece di nuovo particolarmente intensa e Zola divenne uno dei leader culturali della sinistra francese. In contrasto con la sua attività sociale, si rifiuta di aderire con la sua firma, nel 1896, a una petizione che chiede la grazia per lo scrittore britannico Oscar Wilde, condannato nel 1894 a un periodo di prigione di due anni per omosessualità. Zola, che aveva conosciuto Wilde insieme ad André Gide nel 1891, forse declinò l'invito anche a causa del fatto che l'autore del Dorian Gray aveva definito Thérèse Raquin "capolavoro dell'orrido", pur avendo apprezzato invece Germinal. Wilde, tornato a Parigi, strinse amicizia con alcuni dei nemici di Dreyfus.

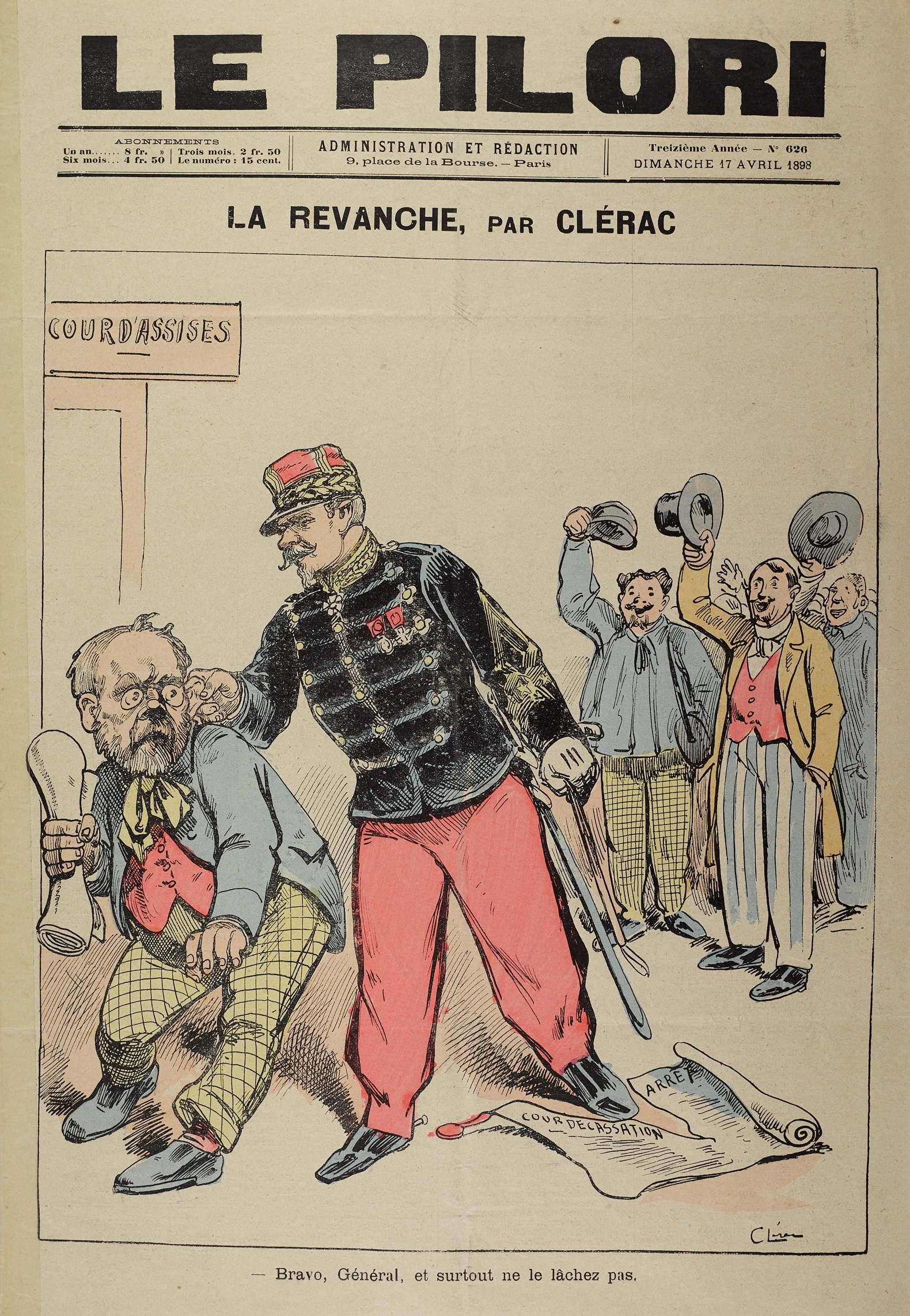
Caricatura su Zola durante l'Affare Dreyfus

Molti intellettuali radicali, per esempio Octave Mirbeau, aderirono alla campagna innocentista. Il 25 novembre 1897 Zola pubblica sul quotidiano Le Figaro un articolo che finisce con la frase «La verità è in marcia» (che riprenderà nella lettera J'accuse). Così spiegò il suo interventismo pubblico: «Dietro le mie azioni non si nascondono né ambizione politica, né passione di settario. Sono uno scrittore libero, che ha dedicato la propria vita al lavoro, che domani rientrerà nei ranghi e riprenderà la propria opera interrotta [...] E per i miei quarant'anni di lavoro, per l'autorità che la mia opera ha potuto darmi, giuro che Dreyfus è innocente... Sono uno scrittore libero, che ha un solo amore al mondo, quello per la verità...». Nelle parole della storica statunitense Barbara W. Tuchman, si trattò di "one of the great commotions of history" ("uno dei grandi sconvolgimenti della storia"), con la nascita del moderno intellettuale.
Zola interviene ancora con la celebre lettera aperta al presidente Félix Faure, intitolata J'accuse, che viene pubblicata nel quotidiano L'Aurore. Il giorno dopo, sempre su L'Aurore, appare la celebre «Petizione degli intellettuali», che reca tra i firmatari metà dei professori della Sorbona e numerosi artisti, come Émile Gallé, l'artista del vetro, Édouard Manet, Jules Renard, André Gide, Anatole France. Molti giovani brillanti della Parigi di fine secolo - tra i quali Marcel Proust e il fratello Robert, con gli amici Jacques Bizet, Robert de Flers - si impegnano a far firmare il manifesto, nel quale si dichiarano pubblicamente dalla parte di Zola e quindi di Dreyfus. Lo Stato Maggiore risponde facendo arrestare il maggiore Picquart che aveva difeso Dreyfus e scatenando sui giornali nazionalistici una violenta campagna di diffamazione contro ebrei, democratici e liberali.
A causa dell'intervento su Dreyfus, subisce una condanna a un anno di carcere e fu costretto a pagare una pesante multa, per le accuse rivolte ai vertici dell'esercito. L'accusa era di diffamazione e vilipendio delle forze armate; ciò lo costrinse a fuggire in Inghilterra nel 1899 per evitare il carcere, e rientrò solo in seguito a un'amnistia del dicembre 1900. Lo scrittore però diviene oggetto di una campagna giornalistica feroce da parte dei giornali conservatori e colpevolisti, che durerà per anni.

### La morte

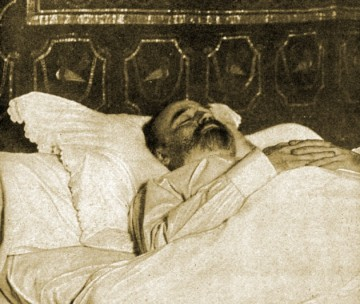
Il corpo di Émile Zola composto sul letto di morte

Émile Zola muore nel 1902, soffocato nel sonno dalle esalazioni del camino, all'età di 62 anni, ma i dubbi su un assassinio non sono stati mai fugati del tutto. La moglie Alexandrine, sentendosi male prima di andare a dormire, si rifugiò nel bagno, mentre lo scrittore non si preoccupò dell'odore di fumo, cercando di rassicurare la moglie e credendo di aver solo mangiato del cibo avariato. Quando andò ad aprire la finestra, inciampò e batté la testa. 

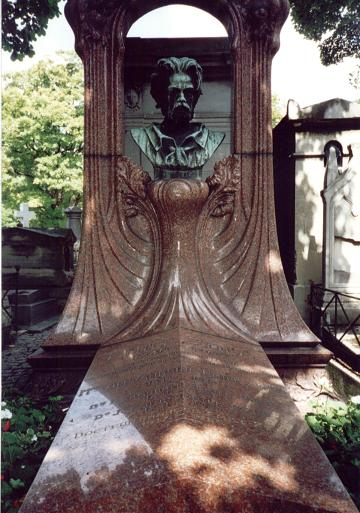
Tomba di Émile Zola nel cimitero di Montmartre fino al 1908

Fu ritrovato morto al mattino, mentre la moglie fu soccorsa e ricoverata, riuscendo a salvarsi. La morte di Zola venne archiviata, dopo alcune improbabili ipotesi (suicidio e intossicazione alimentare) nel 1903 come avvelenamento accidentale da monossido di carbonio e l'ipotesi dell'omicidio, pur possibile, non ha mai avuto prove certe.
Nel 1953 l'anziano Pierre Hacquin, farmacista, rivelò infatti al giornalista Jean Bedel di aver raccolto la confessione di un certo Henri Buronfosse (morto nel 1928), un fumista che sosteneva di aver ostruito appositamente il camino di Zola, in quanto con i domestici e gli spazzacamini si era occupato di ripulire la canna fumaria dell'appartamento parigino dove lo scrittore era appena tornato da Medan. Hacquin e Buronfosse erano membri di un gruppo nazionalista, la Lega dei Patrioti. Buronfosse avrebbe detto al compagno di partito di aver avuto la complicità del domestico dello scrittore, Jules Delahalle, il quale però aveva sempre mostrato molto attaccamento verso Zola. Essendo morto il sospetto attentatore e non essendoci prove che potessero verificare la confessione, il caso non fu riaperto. La motivazione del gesto sarebbe stata ovviamente politica: Buronfosse intendeva vendicare l'affronto del caso Dreyfus, che egli considerava colpevole come gran parte dell'estrema destra.

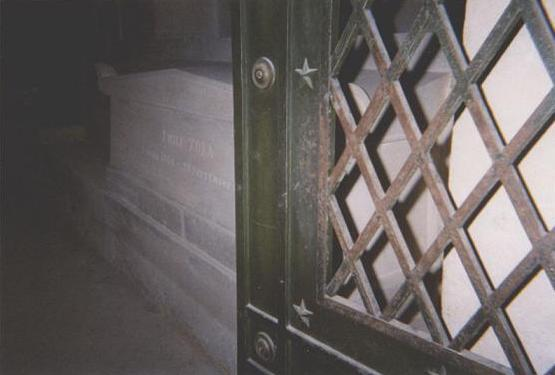
Tomba di Émile Zola al Panthéon

La stampa nazionalista e antisemita esultò alla morte di Zola. Ci fu molta emozione anche all'estero, dove molte cerimonie si tennero in memoria dello scrittore francese e la stampa tedesca, inglese e americana rese ampi resoconti. Il tributo fu internazionale e al funerale intervenne Anatole France, che insistette per tenere discorsi in memoria dell'impegno politico. Una delegazione di minatori accompagnò la processione, cantando "Germinal Germinal!". Lo scrittore venne sepolto nel cimitero di Montmartre, nella tomba che è oggi un cenotafio. Le spoglie di Zola furono infatti sepolte in seguito nel Pantheon - accanto alle tombe di due altri grandi scrittori francesi, Alexandre Dumas padre e Victor Hugo - che vi furono traslate nel 1908. Durante la solenne traslazione avvennero incidenti fomentati dalla destra, e un giornalista estremista sparò a Dreyfus (graziato, e poi riabilitato solo dopo la morte di Zola) che assisteva alla cerimonia, ferendolo leggermente a un braccio.

## Le collaborazioni con i giornali
Le collaborazioni con i giornali da parte di Zola sono state tantissime nel corso della sua carriera. Qui di seguito l'elenco.
- La Provence (1859-1860)
- Le Journal du dimanche (1861)
- Athenaeum français (1863)
- Revue du mois (1863)
- Le Journal populaire de Lille (1863-1864)
- L'Écho du Nord (1864)
- La Nouvelle Revue de Paris (1864)
- L'Entra'acte (1864)
- Le Petit journal (1864-1865)
- Le Courrier du monde (1865)
- La Revue française (1865)
- La Vie parisienne (1865)
- Le Journal des villes et des campagnes (1865)
- Le Grand journal (1865-1866)
- Le Salut public de Lyon (1865-1867)
- Le Figaro (1865-1867)
- L'Événement (1866)
- La Revue contemporaine (1866)
- L'Illustration (1866-1867)
- La Revue du XIX siècle (1867)
- La Situation (1867)
- La Rue (1867)
- Le Globe (1868)
- L'Événement illustré (1868)
- Le Gaulois (1868-1869)
- La Tribune (1868-1870)
- Le Rappel (1869-1870)
- La Marseillaise (1870)
- La Cloche (1870-1872)
- Le Sémaphore de Marseille (1871-1872)
- Le Corsaire (1872)
- L'Avenir national (1873)
- La Reinaissance littéraire et artistique (1873)
- Revue du nouveau monde (1874)
- Le Messager de l'Europe (1875-1880)
- Le Bien public (1876-1878)
- La Vie littéraire (1877)
- Le Voltaire (1878-1880)
- La Réforme (1878-1881)
- Le Figaro (1880-1881)
- La vie moderne (1881)
- Le Globe (1881)
- Le Figaro (1885-1891)
- Le Figaro (1892)
- Le Gaulois (1892)
- Le Journal (1893)
- Le Temps (1893)

## Opere e poetica

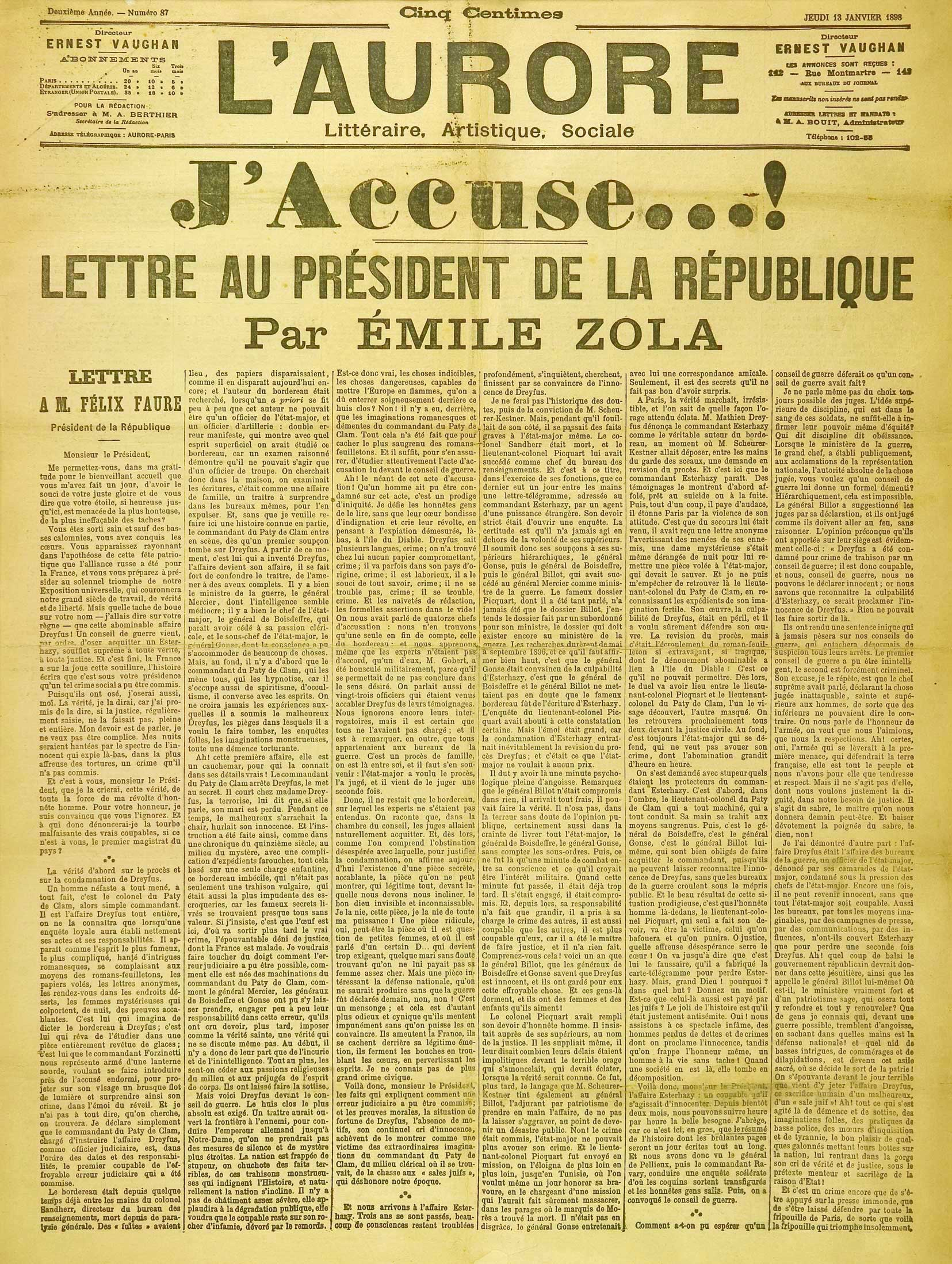
Il J'accuse...!, pubblicato su L'Aurore di Ernest Vaughan nel 1898

### Romanzi
- Racconti a Ninon (Contes à Ninon, 1864)
- La confessione di Claude (La Confession de Claude, 1865)
- Le Vœu d'une morte (1866)
- I misteri di Marsiglia (Les Mystères de Marseille, 1867)
- Teresa Raquin (Thérèse Raquin, 1867)
- Madeleine Férat (1868)
- Nuove storielle a Ninon (Nouveaux Contes à Ninon, 1874), trad. di Raffaello Barbiera, Treves, Milano, 1922

#### Ciclo deiRougon-Macquart(1871-1893)

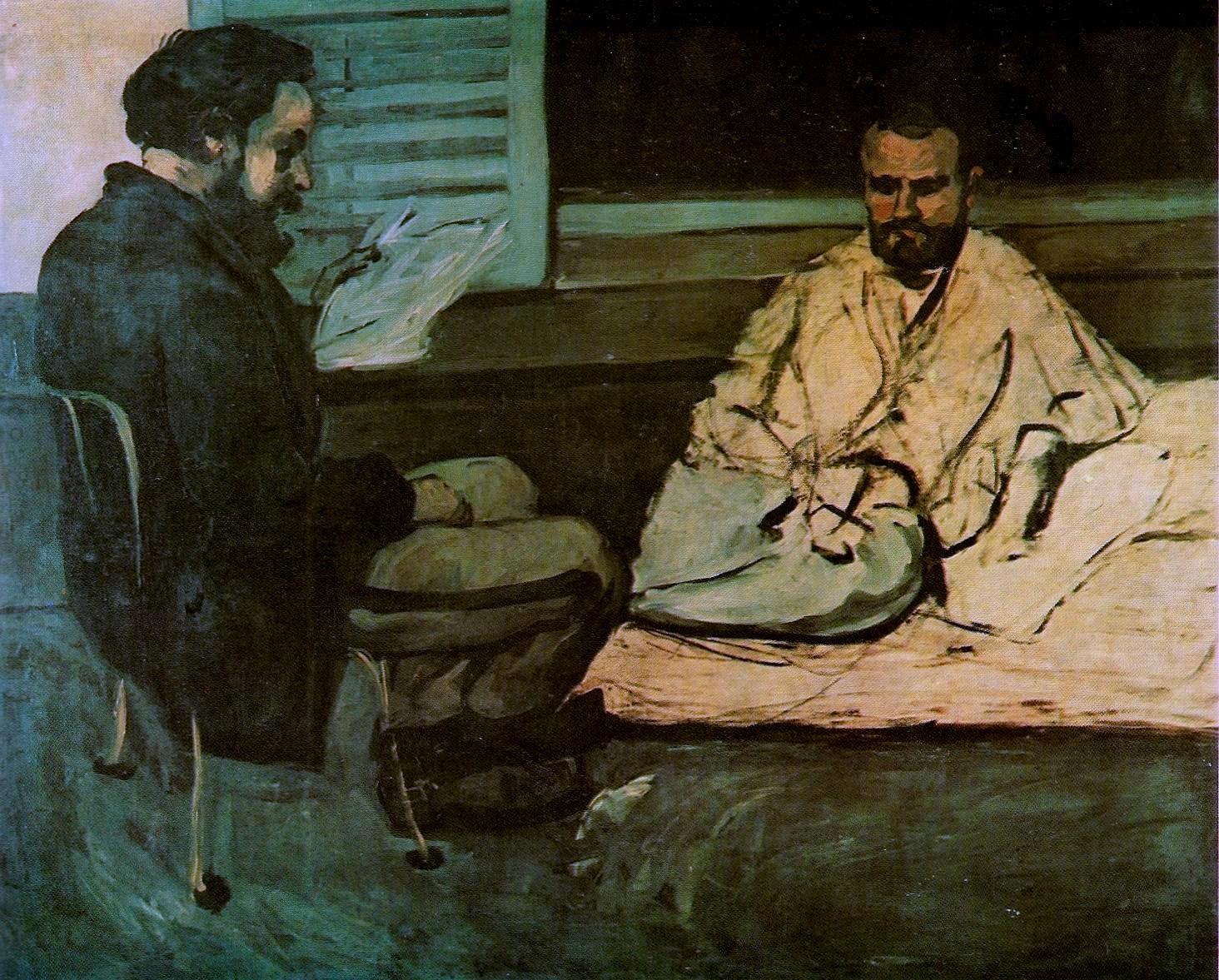
Paul Alexis legge un manoscritto a Zola, di Paul Cézanne (1869-1870)

1. La fortuna dei Rougon (La Fortune des Rougon, 1871)
2. La cuccagna (La Curée, 1872)
3. Il ventre di Parigi (Le Ventre de Paris, 1873)
4. La conquista di Plassans (La Conquête de Plassans, 1874)
5. La colpa dell'abate Mouret (La Faute de l'Abbé Mouret, 1875)
6. Sua Eccellenza Eugène Rougon (Son Excellence Eugène Rougon, 1876)
7. L'ammazzatoio (L'Assommoir, 1877)
8. Una pagina d'amore (Une Page d'amour, 1878)
9. Nanà (Nana, 1880)
10. Quel che bolle in pentola (Pot-Bouille, 1882)
11. Al paradiso delle signore (Au Bonheur des Dames, 1883)
12. La gioia di vivere (La Joie de vivre, 1884)
13. Germinal (Germinal, 1885)
14. L'Opera (L'Œuvre, 1886)
15. La Terra (La Terre, 1887)
16. Il Sogno (Le Rêve, 1888)
17. La bestia umana (La Bête humaine, 1890)
18. Il denaro (L'Argent, 1891)
19. La disfatta (La Débâcle, 1892)
20. Il dottor Pascal (Le Docteur Pascal, 1893)

I Rougon-Macquart, storia naturale e sociale di una famiglia sotto il Secondo Impero segnano la nascita del romanzo realista del naturalismo. Egli, alla maniera di quello che la Commedia umana di Balzac aveva fatto per l'epoca della Restaurazione, intese tracciare un quadro realistico della società francese sotto il Secondo Impero di Napoleone III (1852-1870), raccontando anche gli eventi precedenti a tale periodo, avendo come filo conduttore la saga famigliare. Per Zola, obiettivo principale è descrivere artisticamente una società che definisce come incline solo ai «bagordi, dimentica le sofferenze degli umili e dedita al vizio come sua unica divinità», ponendo quindi l'accento sulle ingiustizie sociali. Egli lo fa da un quadro biologico (da qui la "storia naturale") e sociologico (storia sociale), utilizzando le teorie evoluzionistiche e positiviste, intendendo diventare un romanziere-scienziato che usa i personaggi come "reagenti" per simulare un esperimento umano.
I personaggi e gli ambienti in cui si muovono sono osservati e descritti con scrupoloso realismo, secondo il canone dell'impersonalità e della cosiddetta "eclissi dell'autore", come in un documentario, anche se è possibile scorgere la simpatia dello scrittore per le classi umili e gli sfruttati della società. Questa sua linea narrativa, oltre a grandi consensi, gli attira spesso violente critiche da parte degli ambienti più conservatori e moralisti dell'epoca. Nei suoi romanzi vengono infatti frequentemente smascherate le ipocrisie e le bassezze della borghesia francese, con descrizioni freddamente oggettive anche nei confronti dei costumi sessuali (come in Nanà, romanzo che ha analogie con La signora delle camelie di Dumas), il che gli procura anche l'epiteto di pornografo. In altri romanzi vengono denunciate con vigore le miserevoli condizioni di vita delle classi più povere (come per esempio in "Germinal", storia di uno sciopero sindacale ambientato in un villaggio di minatori), o la corruzione della società del Secondo impero, il che gli attirò l'accusa di essere addirittura un sovversivo.

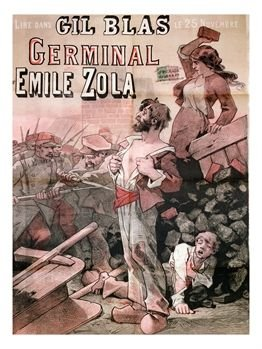
Immagine di copertina per Germinal

Le sue idee, lo stile narrativo e le teorie sul naturalismo favorirono anche la nascita di un altro movimento del realismo in letteratura, il Verismo italiano, nato per opera di Giovanni Verga e Luigi Capuana, ma la sua influenza è presente anche su altri della stessa corrente come Federico De Roberto e Matilde Serao. La Serao in particolare è la più "zoliana" dei romanzieri italiani: scrive nel 1883 il romanzo-inchiesta Il ventre di Napoli (che riprende il titolo del romanzo zoliano Il ventre di Parigi) e realizza anche un parallelo esplicito con i temi dei Rougon-Macquart, seppur con minor successo e minor qualità, nel romanzo Il paese di cuccagna del 1891 (anche qui evidente l'analogia del titolo con La cuccagna del romanziere francese). Come sfondo utilizza Napoli, città molto diversa da Parigi e ancora arretrata, e la dipendenza del gioco d'azzardo (come il lotto) diventa l'equivalente locale dell'alcolismo che conduce alla morte e alla rovina i personaggi dei romanzi come L'Assommoir.
Sempre in paragone con il verismo, la tecnica di Zola è definita da Romano Luperini come "impersonalità a parte subiecti", diversa da quella a parte obiecti di Giovanni Verga. Il narratore esterno di Zola mostra un distacco che permette un giudizio e quindi la possibilità di un progresso, contro l'idea social-conservatrice verghiana per cui non esiste la possibilità di un miglioramento. Questo riflette appunto anche le idee politiche dei due scrittori: se entrambi sono anti-borghesi e attenti alla realtà materiale della società umana, Verga è però un acceso patriota, prima liberale e poi nazionalista (quasi ai limiti del reazionario in tarda età), nonché fervente crispino, e per lui l'osservazione della realtà è fine a sé stessa, unendo in ciò il suo sentimento aristocratico al pessimismo; Zola è invece un riformista, poi anche socialista e progressista, e osserva la realtà non solo per comprenderla ma, come Marx, anche per cambiarla.
Zola, Verga e Capuana si incontrarono personalmente a Roma nel 1894.

#### Ciclo delle tre città
1. Lourdes (Lourdes, 1894), trad. di Emilia Luzzatto, Roux e Viarengo, Torino 1904
2. Roma (Rome, 1896), trad. di Emilia Luzzatto, Roux e Viarengo, Torino 1904
3. Parigi (Paris, 1897), trad. di Emilia Luzzatto, Roux & Viarengo, Torino 1904

(Émile Zola sulla mancanza di miracoli clamorosi)

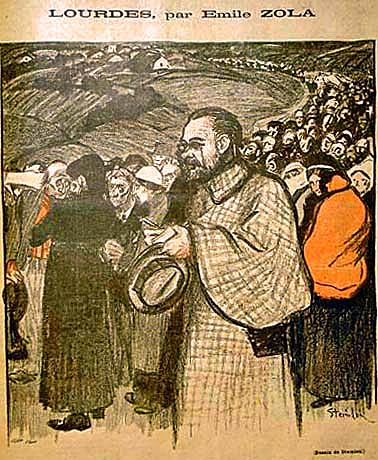
Théophile Alexandre Steinlen, Émile Zola in pellegrinaggio a Lourdes, tratto da Gil Blas illustré del 22 aprile 1894

Nel suo viaggio a Lourdes, Zola ebbe un'esperienza privilegiata in quanto vi si trovò proprio nei giorni in cui avvennero le presunte guarigioni di Marie Lebranchu e Marie Lemarchand, due dei miracoli poi riconosciuti ufficialmente, casi che il dottor Boissarie, a capo del Bureau Médical, presentò allo scrittore. Zola, scettico sul tema, nel suo romanzo, si sarebbe riferito alle due donne con altro nome, facendole però morire nel racconto. Questo episodio è tornato in auge, in veste polemica, sulla stampa italiana in occasione della pubblicazione sul "Corriere della Sera" di un articolo del giornalista cattolico Vittorio Messori, che ne diede la ricostruzione citata. Le tesi di Messori sono state rigettate da Pierluigi Pellini, docente di Letterature Comparate presso l'Università di Siena e curatore di importanti edizioni italiane delle opere di Zola.

#### Ciclo deI quattro Vangeli
1. Fecondità (Fécondité, 1899)
2. Lavoro (Travail, 1901)
3. Verità (Vérité, 1903, postuma)
4. Giustizia (Justice, incompiuta)

I quattro Vangeli è una tetralogia di romanzi, comprendente Fecondità, Lavoro, Verità e Giustizia. Essi riflettono i temi sociali già presentati nei Rougon-Macquart e quelli delle Tre città, però in senso più politicizzato e socialisteggiante.

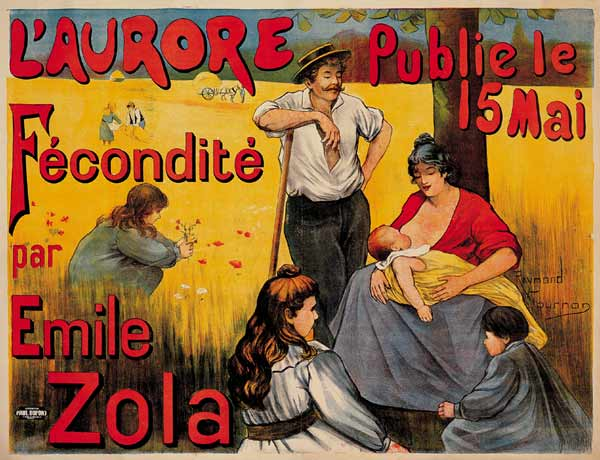
Manifesto per Fecondità, 1899

Fecondità è una rappresentazione quasi manichea (ovvero nel senso di due fronti opposti) tra la famiglia Froment, che con i loro dodici figli incarna la felicità, e altre famiglie con un piccolo numero di figli, quest'ultimo simbolo del declino sociale e della miseria della vita. In essi viene espressa una precisa visione del mondo, non più "neutrale" come nella poetica naturalista classica. Il primo romanzo uscì a puntate sul giornale L'Aurore, da maggio a ottobre e sempre a ottobre venne pubblicata la versione integrale. Lavoro è un sorta di "vangelo socialista", dove il protagonista del racconto è proprio il lavoro, la forza servente per il progresso sociale. Verità è uno scritto anticlericale e politico, e più interessato alla questione dell'Affare Dreyfus, in quanto la trama tratta di un ebreo accusato di un omicidio da parte del clero. Giustizia è il romanzo rimasto incompiuto, perché Zola morì prima di finire il romanzo. Il protagonista del romanzo è Jean Froment e il suo tema è la speranza verso la creazione di una repubblica universale e completamente pacifista.

### Appunti di viaggio
- Viaggio a Lourdes (Mon voyage à Lourdes, 1958[139]), tr. Mario Porro, introduzione di Marco Dotti, Medusa, Milano 2010 ISBN 978-88-7698-093-0
- Diario romano (titolo originale: Mes Voyages), trad. di Silvia Accardi, note di René Ternois, prefazione di Cesare De Seta, SugarCo, Milano 1994 ISBN 88-7198-268-1

### Saggistica
- Il romanzo sperimentale (Le Roman Experimental, 1880)
- I romanzieri naturalisti (Les Romanciers naturalistes, 1881)
- Il naturalismo in teatro (Le Naturalisme au théâtre, les théories et les exemple, 1881)

### Romanze

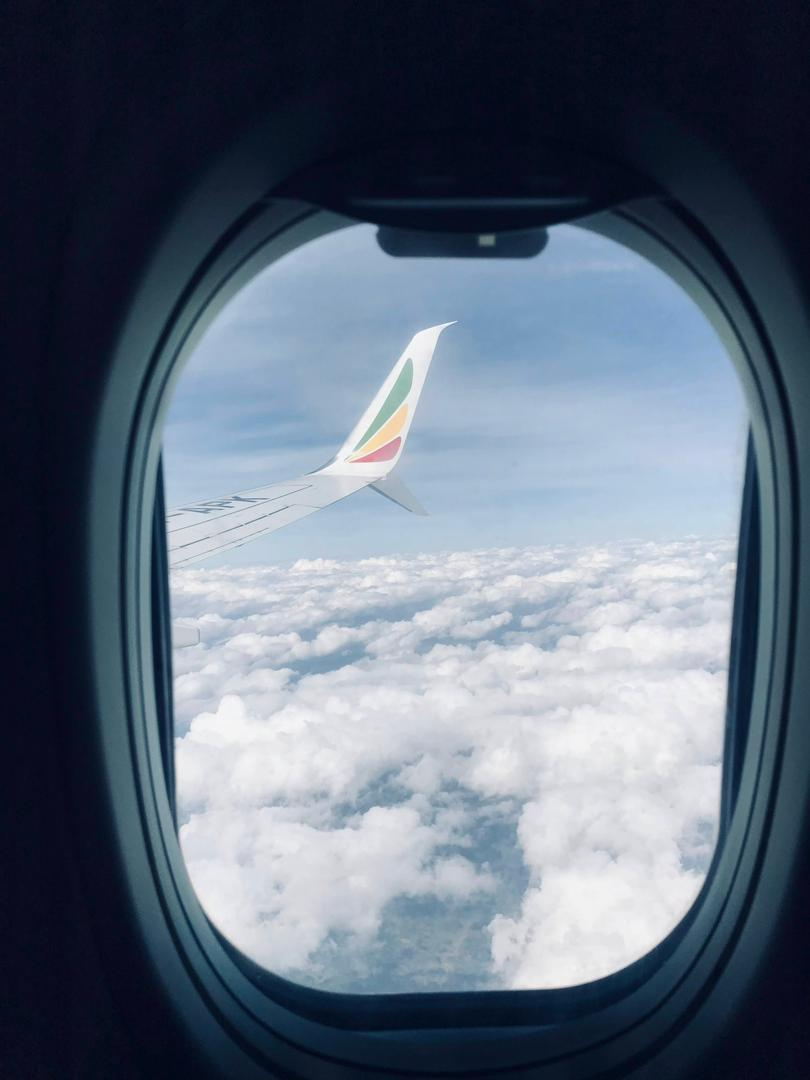
Le Nuage

- Le Nuage, versi di Émile Zola, musica di Francesco Paolo Frontini, ed. Ricordi, 1884. Video

### Fotografia
Zola si interessò anche di fotografia (un altro parallelo con Verga). È assai probabile che furono gli amici, il giornalista Victor Billaud e forse Nadar a consigliarlo. Quando scattò la sua prima immagine Zola aveva già 54 anni nel 1894. In otto anni, cioè fino al 1902 quando morì, aveva prodotto oltre 6 000 immagini, lastre e negativi, la gran parte dei quali è andata perduta.
Che Zola fosse stato anche un fotografo lo si appreso solo nel 1979, quando il nipote dello scrittore, François Émile-Zola, deceduto nel 1989, pubblicò il volume Zola Photographe con 480 fotografie. Nelle sue immagini non cercava né il bello e neppure di realizzare delle fotografie d'arte, a lui interessa la fotografia come ricerca della verità. Susan Sontag cita le parole di Zola, il massimo ideologo del realismo letterario: "A mio parere non si può sostenere di aver visto qualcosa finché non lo si è fotografato". Come a dire, secondo Sontag, che la fotografia non si limita a registrare la realtà ma ne modifica la percezione di chi guarda, cambiando il concetto stesso della realtà.
Zola riprese scorci urbani di Parigi, la Torre Eiffel, di cui si era appena terminata la costruzione, la vita familiare con la moglie Alexandrine e l'amante Jeanne, i figli e un numero enorme di autoritratti, come fosse uno studio delle possibilità espressive del mezzo fotografico. Aveva installato tre laboratori fotografici a Parigi, Médan e Verneuil e sviluppava lui stesso i suoi negativi.
Le 2.000 fotografie rimaste, insieme alle sue dieci macchine fotografiche, tra cui una Folding Eastman Kodak Cartridge del 1898 nella sua custodia originale, provini e annotazioni, sono andati all'asta nel 2017 presso Artcurial di Parigi per un valore complessivo di 60 000 euro.

## Edizioni
- Émile Zola, Assommoir. 1, Paris, Fasquelle, 1877. URL consultato il 1º aprile 2015.
- Émile Zola, Assommoir. 2, Paris, Fasquelle, 1877. URL consultato il 1º aprile 2015.
- Émile Zola, Germinal. 1, Paris, Fasquelle, 1885. URL consultato il 1º aprile 2015.
- Émile Zola, Germinal. 2, Paris, Fasquelle, 1885. URL consultato il 1º aprile 2015.
- Émile Zola, Docteur Pascal, Paris, Charpentier ; Fasquelle, 1893. URL consultato il 1º aprile 2015.
- Émile Zola, Fortune des Rougon, Paris, Charpentier ; Fasquelle, 1893. URL consultato il 1º aprile 2015.
- Émile Zola, Débâcle, Boston, New York, Chicago, Health, 1922. URL consultato il 1º aprile 2015.

### Edizioni italiane
- Emile Zola, Una notte d'amore, collana Piccola Collezione Amena, Napoli, Casa Editrice E. Pietrocola, 1886, SBN MOD1644325.[144]
- Emile Zola, Nais Nicoulin, collana Piccola Collezione Amena, Napoli, Casa Editrice E. Pietrocola, 1887, SBN BCT0040357.[144]